# 日本国宝雕刻列表

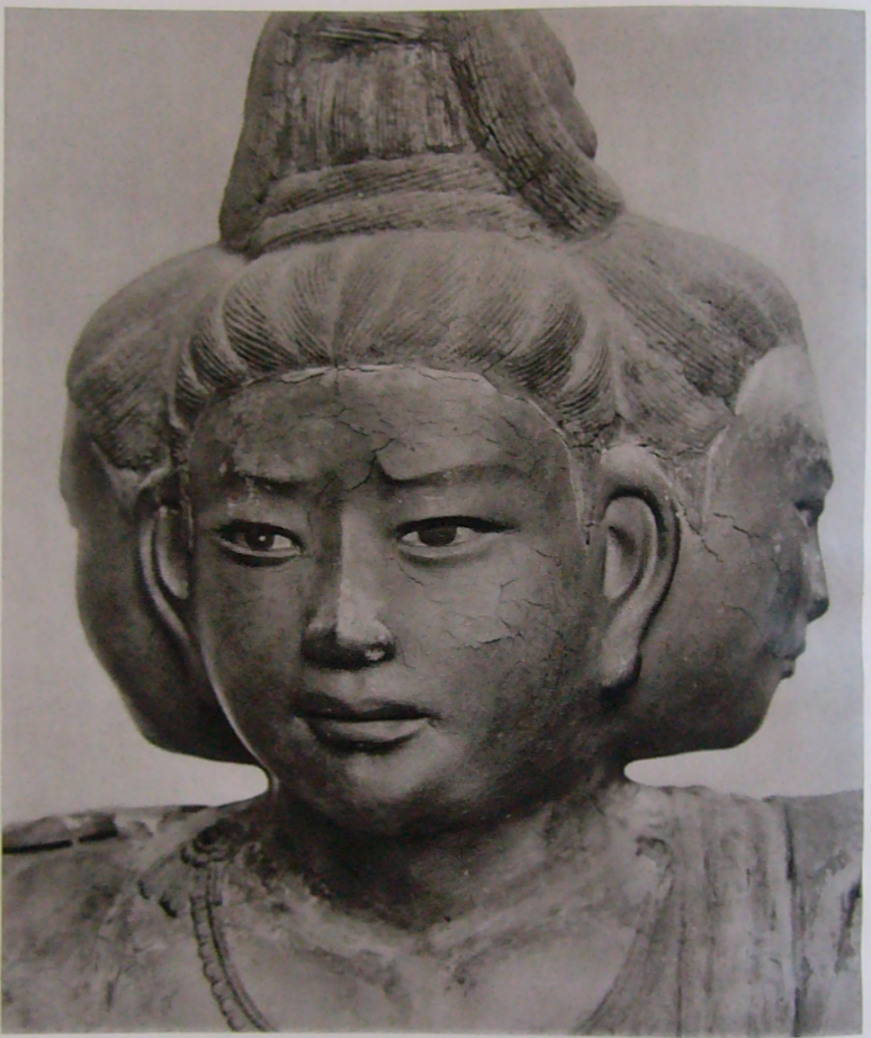
“干漆八部众立像”之一的阿修罗雕像（兴福寺）

日本国宝雕刻列表收录日本自1951年以后依照《文化財保護法》指定为国宝的雕刻作品。这些塑像大多存放于寺庙、神社或者附属的博物馆内，题材包括佛陀、佛教神话人物以及来自中国或者日本國內的得道高僧。大多数塑像为木制，其余多为黏土制、铜制或者干漆制，仅有臼杵磨崖佛为石制。这些塑像的制作时间前后相距数世纪，许多流派的制作者参与其中。有部分来自中国古代的塑像被包含在国宝中，它们和其他在日本國內制作的塑像共同反映出古代中国对日本佛教文化以及雕塑技艺的影响。

## 日本国宝雕刻历史
公元6世纪中叶，佛教从百济公开传入日本，为原本已经停滞发展的日本雕塑艺术带来了复兴。来自百济的佛教僧侣、工匠和学者住在当时日本政权中心所在的大和國（现今奈良县）附近，并将新技术传授给当地工匠。因此飞鸟时代（7世纪上半叶）早期的佛教雕塑受到了经由朝鲜半岛传入的中国南北朝时期雕塑风格的影响。以飞鸟寺主佛释迦牟尼如来塑像（现存，已经过大范围修复，属于日本重要文化財）和法隆寺“铜制释迦如来及两胁侍像”为代表作的鞍作止利就是渡来人塑像雕刻师的代表。止利所创立的佛像雕塑风格被称为“止利样式”。其特点在于塑像人物具有杏仁状的眼睛、仰月形嘴唇以及服饰上左右对称排列的衣文（褶皱）等，且深受北魏晚期的浓重色彩风格的影响。法隆寺梦殿的“木制观音菩萨立像（救世观音）”与止利式相类似，但在服饰下的身体形态的表现方面有不同于止利式的感觉。而法隆寺的“木制观音菩萨立像”（百济观音）虽是7世纪中叶的作品，但其风格与止利一派完全不同。综上所述，认为飞鸟时代的雕塑不仅包括北魏，还包括中原以及朝鲜半岛的各种雕塑风格。
日本历史从七世纪中叶到首都迁至平城京的710年，在日本艺术史上被称为飞鸟时代晚期（也称为“白凤时代”）。在这个时代，除了此前铜和木材为的主流材料之外，还将干漆和泥雕用于雕像的制作。当时的中国正处于唐初时期，塑像手法出现了更多写实风格的特点，例如富贵的身形、狭长的眼睛、柔和的面部表情、宽松的衣物、还带有手镯和装饰品等。受这种初唐风格影响的日本雕塑包括法隆寺大宝藏院的“铜制观音菩萨立像”（梦违观音）和“铜制阿弥陀如来及两胁侍像”（橘夫人念持佛）、当麻寺的“泥制弥勒佛坐像”、兴福寺的“铜制佛头”（原山田寺药师如来像的头部）等。 
在奈良时代（710年至794年），日本朝廷在各处（如东大寺）设立了造佛所，作为制作佛教雕塑的专门设施，并对加以庇护。圣武皇帝尤其笃信佛教，他推崇兴建寺庙、佛像以及誊抄佛经，并在东大寺建造了被称为“奈良大佛”的“铜制卢舍那佛坐像”。彼时的官办造佛所不仅使用铜，还使用黏土（泥制）、干漆和木材（木制）来制作雕塑。这段时间的日本雕塑风格受盛唐风格的影响，其特征是对人体的自然把握，均衡的造型以及在天部像上可以看到的逼真的描绘。作为这一时期的代表作品有东大寺法华堂的“干漆不空羂索观音立像”，同寺庙戒坛堂的“泥制四天王立像”，兴福寺原西金堂的“干漆八部众立像”、“干漆十大弟子立像”、唐招提寺的“干漆卢舍那佛坐像”、“干漆鉴真和尚坐像”等。药师寺的“铜制药师如来和两胁侍像”和“铜制观音菩萨立像”（圣观音），因其风格和技巧，既有属于奈良时代的说法，也有飞鸟时代晚期的说法。 
在平安时代，寺庙和市井的作坊逐渐取代官府设置的造佛所来负责制作佛教雕像，而木材也成为了主要材料，此后的塑像制作开始变得具有日本独有的特色。奈良时代之前经常见到的由铜或黏土制佛教雕像已很少见，干漆也更多的被用于木制塑像辅助装饰（例如面部特征和衣饰）的细节。 
从平安时代早期（以前称为弘仁贞观时代）到9世纪末的雕塑与10世纪之后的平安时代后期（藤原时代）的雕塑之间存在很大差异。平安时代初期的佛教雕像主要分为以一整块木头（即独木雕塑，称之为“一木造”）制成，除了眼睛和嘴唇外没有任何颜色称为“檀像”的样式；以及木雕与干漆并用的样式这两种样式流。前者的代表例子有新药师寺“木制药师如来坐像”、神护寺“木制药师如来立像”以及法华寺“木制十一面观音立像”等；后者的代表有观心寺的“木制如意轮观音坐像”和东寺讲堂群像等。这一时期雕像风格特点是强调体积感的身形，神秘的表情，深沉而鲜明的着装表达等。在服饰表现上常以大波浪和小波浪交错的“翻波式”褶皱，以及用螺旋形来表现衣物边缘的卷曲。在近畿以外的地区都发现了这一时期佛教雕像，代表性的例子是福岛胜常寺的“木制药师如来及两胁侍像”。 
从10世纪中叶开始，越来越多更柔和，更优雅的雕塑见之于市，而这种趋势在11世纪变得更加强烈。在这个时期，日本专门制作佛像的雕塑家被称为“佛师”，其中最著名的当属11世纪的定朝。他发展并完善了“寄木造”（意即将数根木材铆接制作）技术，这是一种通过拼合多块木头来制作雕像主要部分（如头部、躯干以及腿）的技术。定朝也是此后日本佛教雕塑三个流派，圆派、院派以及庆派的鼻祖。但是，现存被认为是定朝作品的仅有平等院凤凰堂供奉的木制阿弥陀如来坐像。 
随着庆派的活跃，日本雕塑在镰仓时代迎来了复兴。受中国宋朝文化的部分影响，这一时期的雕塑有着诸如精致的头饰、珠宝和波浪形的衣服等现实主义特征。雕像制作的原材料主要是木材，有些也使用青铜。另一个新元素是历史上的名僧也被作为塑像的制作对象，作为佛像的胁侍。 
自1897年开始，日本官方将特殊的文化资产认定为“国宝”。“国宝”一词最早出现在1897年的《古社寺保存法》中。依照古社寺保存法和其后继的国宝保护法所认定的“国宝”（所谓的旧国宝）等同于现行日本法律规定的“重要文化财”。根据1950年实施的《文化财保护法》，在此之前被认定为“国宝”的艺术品被重新认定为“重要文化财”，在这其中中，特别重要的文化财被重新认定为日本“国宝”（所谓的新日本国宝）。当前的国宝雕刻被文部科学大臣指定为“从世界文化的角度来看具有很高价值的，是不折不扣的国民瑰宝的重要文化财”（《文化财保护法》第27条第2款）。新制度下的第一批日本国宝于1951年6月9日被正式认定。 
已有从7世纪的飞鸟时代到13世纪的镰仓时代的134件雕塑被认定为日本国宝（截至2017年10月）。然而，由于有些是多尊雕塑被认定为一件国宝，因此实际的塑像数量超过134尊。被认定为日本国宝的雕塑（包括直接从中国传入的雕塑）一般代表着佛教或神道教的创始人和神灵。

## 按材质、年份和地区划分的国宝数量
日本国宝雕刻中大多数是木制，而其他材料中的铜（青铜）制11件，干漆制17件（脱活干漆制11件，木心干漆制6件），黏土制（泥制）7件，此外只有“臼杵磨崖佛”是由石头制成。木制雕塑中扁柏木、榧木和樟木是最常用的材料。有时佛师会在木制雕像上涂漆或贴上金箔。最小的国宝雕刻高约10厘米，而最大的则是神奈川县镰仓市约15米高的高德院“铜制阿弥陀如来坐像”。拥有国宝的地方大多数是寺庙或寺庙附属的博物馆设施，但也有些属于神社和博物馆藏品。 
在140件日本国宝雕刻中，按国宝所在地划分，数量最多的是奈良县77件，其次是京都府的41件。就设施的持有量而言，奈良县的法隆寺和兴福寺各占18件。 
| 所在都道府县 | 所在市町村 | 国宝数量 |
| ------------ | ---------- | -------- |
| 岩手县       | 平泉町     | 1        |
| 福岛县       | 汤川村     | 1        |
| 东京都       | 调布市     | 1        |
| 东京都       | 港区       | 1        |
| 神奈川县     | 镰仓市     | 1        |
| 静冈县       | 伊豆之国市 | 1        |
| 滋贺县       | 大津市     | 3        |
| 滋贺县       | 长滨市     | 1        |
| 京都府       | 木津川市   | 3        |
| 京都府       | 京田边市   | 1        |
| 京都府       | 京都市     | 34       |
| 京都府       | 宇治市     | 3        |
| 大阪府       | 藤井寺市   | 2        |
| 大阪府       | 交野市     | 1        |
| 大阪府       | 河内长野市 | 2        |
| 兵库县       | 小野市     | 1        |
| 奈良县       | 明日香村   | 1        |
| 奈良县       | 斑鸠町     | 19       |
| 奈良县       | 奈良市     | 51       |
| 奈良县       | 樱井市     | 2        |
| 奈良县       | 宇陀市     | 3        |
| 奈良县       | 葛城市     | 1        |
| 奈良县       | 吉野町     | 1        |
| 和歌山县     | 日高川町   | 1        |
| 和歌山县     | 高野町     | 2        |
| 和歌山县     | 九度山町   | 1        |
| 和歌山县     | 新宫市     | 1        |
| 大分县       | 臼杵市     | 1        |

| 时期划分 | 国宝数量 |
| -------- | -------- |
| 飞鸟时代 | 16       |
| 唐       | 3        |
| 奈良时代 | 27       |
| 平安时代 | 67       |
| 北宋     | 1        |
| 镰仓时代 | 30       |

1. 1 2  在此列表中，“臼杵磨崖佛”在平安时代后期和镰仓时代初期均被计算在内。

## 列表
- 名称：文化廳国指定文化财等数据库「国宝、重要文化财（美术品）：国宝、雕刻」门类中登记的名称（括号内的日文）[36]
- 年代/特别说明：雕塑的制作年代、完工年份（均以公元纪年表示），作者、出身和其他历史信息[36]
- 材质/工艺：主要采用的材料与工艺
- 形制/尺寸：多个雕塑组的详细数量信息，例如坐立雕像、尊数、雕塑尺寸等[36]
- 所在地：都道府县、市町村名称，塑像存放地点[36]
- 图片：国宝雕刻的图片，或者如果是多尊塑像被认定为指定国宝塑像群，则展示代表性雕塑的图片或外部链接

| 名称 | 年代/特别说明 | 材质/工艺 | 形制/尺寸 | 所在地                                          | 图片                                                            | 参考                            |
| --- | --- | --- | --- | ----------------------------------------------- | --------------------------------------------------------------- | ------------------------------- |
| 金色堂堂内诸像及华盖（金色堂堂内諸像及天蓋）                                                                                             | 平安时代，约1124年至1187年 在安置藤原清衡、基衡和秀衡遗体的中央祭坛、右侧祭坛以及左侧祭坛分别立有阿弥陀三尊像、六地藏像和二天像（右侧祭坛的二天像目前仅存1尊）。堂内原佛像32尊仅存的31尊以及各座祭坛上被认定为国宝（工芸品）的共计3顶华盖是指定日本国宝，另有佛像1尊（右侧祭坛的阿弥陀如来坐像）以及光背台座等残存部分未被认定为指定日本国宝。 | 木制寄木造、扁柏木、连香树科桧叶木、漆箔                                                                               | 阿弥陀如来及两胁侍像3尊、二天王立像2尊、地藏菩萨立像6尊（以上均立于中央祭坛）、观音菩萨及势至菩萨立像共2尊、二天王立像（仅剩1尊）1尊、地藏菩萨立像6尊（以上均为右坛供奉塑像）、阿弥陀如来及两胁侍像3尊、二天王立像2尊、地藏菩萨立像6尊（以上为左坛供奉塑像）、华盖3顶。                                          | 岩手县平泉町金色院（中尊寺金色堂）001           | 金色堂内                                                        | [ 40 ] [ 41 ]                   |
| 木制药师如来及两胁侍像（木造薬師如来及両脇侍像）                                                                                           | 平安时代，约806——810年 | 木制。药师如来像为一木割矧造雕像、榉木、漆箔。两胁侍像为一木造，榉木、干漆并用                                         | 中尊为药师如来坐像（高141.8厘米）、两胁侍分别是日光菩萨立像（高169.4厘米）和月光菩萨立（高173.9厘米），总计3尊 | 福岛县湯川村勝常寺002                           | 药师如来像 · 両脇侍像                                           | [ 44 ] [ 45 ] [ 46 ]            |
| 木制普贤菩萨骑象像（木造普賢菩薩騎象像）                                                                                               | 平安时代，12世纪前半叶。 | 寄木造（割矧造）、扁柏木材。截金。                                                                                     | 大象背上莲花座中坐有普贤菩萨像1尊（雕塑全高140厘米、菩萨像高55.2厘米） | 东京都港区大仓集古馆003                         | 木制普賢菩萨騎象像                                              | [ 48 ] [ 49 ] [ 50 ]            |
| 铜制阿弥陀如来坐像（銅造阿弥陀如来坐像）                                                                                               | 镰仓時代，1252年 别名：镰仓大佛。参与铸造大佛的人物中，最终栋梁（造寺工匠首领）物部重光、丹治久友以及大野五郎卫门的名字最终被流传了下来。佛像最初被供奉在大佛殿内，大殿在14至15世纪时被台风和海啸毁坏，最终使得大佛成为露天放置的样子。建成初时，大佛全身贴有金箔。                                                                            | 铜制铸造、漆箔 | 1尊（高1138.7厘米，重达121吨） | 神奈川县镰仓市高德院004                         | 铜制阿弥陀如来坐像                                              | [ 51 ] [ 52 ] [ 53 ]            |
| 木制十一面观音立像（木造十一面観音立像）                                                                                               | 平安时代，9世纪中叶 | 一木造、扁柏木材素底                                                                                                   | 1尊（高194.0厘米） | 滋賀县长滨市向源寺渡岸寺观音堂005               | 十一面观音立像                                                  | [ 54 ] [ 55 ] [ 56 ]            |
| 木制新罗明神坐像（木造新羅明神坐像）                                                                                                 | 平安时代，11世纪 秘佛（一般不公开）。据传佛像的双手各持黄卷和锡手杖，但现已佚失。 | 一木造、扁柏木材表面上色、截金                                                                                         | 1尊（高78厘米） | 滋賀县大津市園城寺（三井寺）新罗善神堂006       | 新羅明神坐像                                                    | [ 59 ] [ 60 ] [ 61 ]            |
| 木制智证大师坐像（木造智証大師坐像）、御骨大师（御骨大師）                                                                                   | 平安时代，9世纪 秘佛（一般不公开）。雕像描绘了智证大师（圆珍）圆寂后的样子。智证遗骨被藏在雕像内。 | 一木造、扁柏木材表面上色                                                                                               | 1尊（高86.3厘米） | 滋賀县大津市園城寺（三井寺）唐院大师堂007       | —                                                               | [ 62 ] [ 63 ]                   |
| 木制智证大师坐像（木造智証大師坐像）、中尊大师（中尊大師）                                                                                   | 平安时代，10世纪 秘佛（公开参观日：每年10月29日）。该塑像为智证大师塑像，安放在大师堂内正中央，为与左手边的御骨大师作区分而被称为“中尊大师”。据称最早供奉于比叡山千手院。 | 一木造、扁柏木材表面上色                                                                                               | 1尊（高84.3厘米） | 滋賀县大津市園城寺（三井寺）唐院大师堂008       | 智証大师坐像                                                    | [ 65 ] [ 60 ] [ 66 ]            |
| 铜制释迦如来坐像（銅造釈迦如来坐像）                                                                                                 | 飞鸟时代（白凤时期），7世纪末 主佛。据2005年在该地区进行发掘调查的结果显示，该塑像自白凤时期（7世纪）制成以来一直被安放在原地供奉。但2008年重新调查后的结果显示其佛坛基石是挪用自江户时代的墓碑，这引发了进一步的争议。 | 铜制、镀金 | 1尊（高240.3厘米） | 京都府木津川市蟹满寺本堂009                     | 铜制释迦如来坐像                                                | [ 67 ] [ 68 ] [ 69 ]            |
| 木心干漆十一面观音立像（木心乾漆十一面観音立像）                                                                                           | 奈良时代，8世纪后半叶 | 木心干漆、漆箔 | 1尊（高172.7厘米） | 京都府京田边市观音寺本堂010                     | 十一面观音立像                                                  | [ 70 ] [ 71 ] [ 72 ]            |
| 木制风神、雷神像（木造風神・雷神像）                                                                                                 | 镰仓時代，约13世纪中叶 | 寄木造、扁柏木材表面上色、双目以玉眼嵌入                                                                               | 风神立像（高111.5厘米），雷神立像（高100.0厘米），共计2尊 | 京都府京都市妙法院三十三間堂011                 | 风神像 · 雷神像                                                 | [ 74 ] [ 75 ] [ 76 ]            |
| 木制梵天坐像（木造梵天坐像） 帝释天半跏像（）                                                                                    | 平安时代，839年 立体曼荼罗的一部分 | 一木造与干漆并用、扁柏木表面上色的东寺讲堂诸佛像所用的木材曾经被认为是罗汉松木，但经过科学的树种评估后发现全是扁柏木。 | 梵天坐像1尊（高101.1厘米）坐于4只鹅托着的莲花座之上、帝释天半跏像1尊（高110厘米）乘坐于大象背上 | 京都府京都市东寺讲堂012                         | 外部链接 （页面存档备份，存于） 外部链接 （页面存档备份，存于） | [ 78 ] [ 79 ] [ 80 ]            |
| 木制阿弥陀如来及两胁侍坐像（木造阿弥陀如来及両脇侍坐像）                                                                                       | 平安时代，1148年 往生极乐院主佛。两胁侍像为跪坐姿势。依照势至菩萨铭文记载建于久安4年（1148年）。 | 木制寄木造、漆箔 | 中尊为阿弥陀如来坐像（高233.0厘米）、两胁侍分别为观音菩萨坐像（高131.8厘米）和势至菩萨像（高130.9厘米），共计3尊 | 京都府京都市三千院往生极乐院013                 | 阿弥陀如来及两胁侍坐像                                          | [ 81 ] [ 82 ]                   |
| 木制阿弥陀如来及两胁侍坐像（木造阿弥陀如来及両脇侍坐像）                                                                                       | 平安时代，896年 灵宝馆仅在春秋两季开放参观（4月上旬——5月下旬、10月上旬——11月下旬），曾是栖霞寺供奉的主佛。 | 木制、扁柏木材、干漆与漆箔并用                                                                                         | 中尊为阿弥陀如来坐像（高178.2厘米）、两胁侍分别为观音菩萨坐像（高165.7厘米）和势至菩萨坐像（高168.2厘米），共计3尊 | 京都府京都市清涼寺014                           | —                                                               | [ 83 ] [ 84 ]                   |
| 木制阿弥陀如来及两胁侍像（木造阿弥陀如来及両脇侍像）                                                                                         | 平安时代，888年 灵宝馆仅在春秋两季开放参观（4月1日以及10月1日开始后50天内）。以前曾是金堂供奉的主佛，在与江户时代重建的仁和寺合并后成为新寺庙的主佛。 | 一木造、扁柏木材、漆箔                                                                                                 | 中尊为阿弥陀如来坐像（高88.6厘米），两胁侍分别为观音菩萨立像（高123.4厘米）和势至菩萨像（高123.3厘米），共计3尊 | 京都府京都市仁和寺灵宝馆015                     | —                                                               | [ 85 ] [ 86 ]                   |
| 木制阿弥陀如来坐像（木造阿弥陀如来坐像）                                                                                               | 平安时代，11世纪末 | 寄木造、扁柏木材、漆箔                                                                                                 | 1尊（高280.0厘米） | 京都府京都市法界寺阿弥陀堂016                   | 阿弥陀如来坐像                                                  | [ 87 ] [ 88 ]                   |
| 木制阿弥陀如来坐像（木造阿弥陀如来坐像）                                                                                               | 平安时代，9世纪前半叶 讲堂主佛。原本是应淳和天皇女御永原御息所的要求建造的。 | 一木造、干漆与漆箔并用                                                                                                 | 1尊（高263.6厘米） | 京都府京都市广隆寺讲堂017                       | 阿弥陀如来坐像                                                  | [ 89 ] [ 90 ]                   |
| 木制阿弥陀如来坐像（木造阿弥陀如来坐像）                                                                                               | 平安时代，1100年左右 9尊阿弥陀如来是日本现存唯一一种象征着通往极乐净土的九品往生的艺术表现形式。 | 寄木造、扁柏木材、漆箔                                                                                                 | 阿弥陀如来坐像1尊（高224.2厘米）于中间，左右分别供奉4尊阿弥陀如来像（高138.8——145.4厘米）。 | 京都府木津川市净瑠璃寺本堂018                   | 阿弥陀如来坐像                                                  | [ 92 ] [ 93 ]                   |
| 木制阿弥陀如来坐像（木造阿弥陀如来坐像）                                                                                               | 平安时代，1053年 定朝制作。平等院主佛。 | 寄木造、扁柏木材、漆箔                                                                                                 | 1尊（高278.8厘米） | 京都府宇治市平等院鳳凰堂019                     | 木制阿弥陀如来坐像                                              | [ 94 ] [ 95 ] [ 96 ]            |
| 木制云中供养菩萨像（木造雲中供養菩薩像）                                                                                               | 平安时代，1053年 被认为是指导信徒前往西方净土的阿弥陀如来。 | 木制（一木造与寄木造混用）、扁柏木材表面上色、漆箔、截金                                                               | 悬挂在中堂小壁上的52尊菩萨像（高40.0——87.0厘米） | 京都府宇治市平等院鳳凰堂020                     | 木制雲中供養菩萨像 北1                                          | [ 98 ] [ 99 ] [ 100 ]           |
| 木制兜跋毘沙门天立像（木造兜跋毘沙門天立像）                                                                                             | 唐，9世纪 宝物馆仅在春秋季开放参观。据说该塑像曾被供奉在平安京罗城门楼上。 | 木制、樱花木材表面上色、漆箔、盛有祭品                                                                                 | 1尊（高189.4厘米） | 京都府京都市东寺宝物馆021                       | 兜跋毘沙門天立像                                                | [ 35 ] [ 101 ] [ 102 ]          |
| 木制五大虚空藏菩萨坐像（木造五大虚空蔵菩薩坐像）                                                                                           | 平安时代承和年间（834——847年），9世纪 最初被安置在宝塔院内。 | 一木造与干漆并用、扁柏木材表面上色                                                                                     | 虚空藏菩萨坐像5尊。 法界（高99.1厘米）、 金刚（高96.4厘米）、 宝光（高97.6厘米）、 蓮華（高94.2厘米）、 業用（高96.4厘米） | 京都府京都市神護寺多宝塔022                     | 五大虚空藏菩萨坐像のうち蓮華                                    | [ 35 ] [ 103 ] [ 104 ]          |
| 木制五大菩萨坐像（木造五大菩薩坐像）                                                                                                 | 平安时代，839年 中央的金刚波罗蜜菩萨像（高197.2厘米）是后来补建的，已经被认定为附属重要财产。 | 一木造与干漆并用、扁柏木、漆箔、盛有祭品                                                                               | 菩萨坐像4尊。 金刚萨埵像（高96.4厘米）、 金刚宝菩萨像（高93.4厘米）、 金剛法菩萨像（高95.8厘米）、 金剛業菩萨像（高94.6厘米） | 京都府京都市东寺讲堂023                         | —                                                               | [ 105 ]                         |
| 木制五大明王像（木造五大明王像）                                                                                                   | 平安时代，839年 东寺讲堂立体曼荼罗的一部分。 | 一木造与干漆并用、扁柏木材表面上色                                                                                     | 五大明王像5尊。 不動明王坐像（高173.0厘米）、降三世明王立像（高174.0厘米）、軍荼利明王立像（高201.0厘米）、金剛夜叉明王立像（高143.0厘米）、大威徳明王騎牛像（高172.0厘米）。 | 京都府京都市东寺讲堂024                         | 降三世明王像                                                    | [ 106 ] [ 107 ]                 |
| 木制弘法大师坐像（木造弘法大師坐像）                                                                                                 | 镰仓時代，1233年 佛师康胜制作 | 木制、表面上色、双目以玉眼嵌入                                                                                         | 1尊（高69.0厘米） | 京都府京都市东寺御影堂025                       | —                                                               | [ 108 ]                         |
| 木制四天王立像（木造四天王立像）                                                                                                   | 平安时代，11——12世纪 | 木制、扁柏木表面上色、截金                                                                                             | 四天王立像4尊。 持国天像（高169.7厘米）、 增长天像（高169.7厘米）、 广目天像（高168.8厘米）、 多闻天像（高167.0厘米） | 京都府木津川市净瑠璃寺026                       | —                                                               | [ 109 ] [ 110 ]                 |
| 木制四天王立像（木造四天王立像）                                                                                                   | 平安时代，839年 东寺讲堂立体曼荼罗的一部分。 | 木制与干漆并用、表面上色、漆箔                                                                                         | 四天王立像4尊。 东面（须弥坛右前方）为持国天像（高183.0厘米）、南面（左前方）为增长天像（高184.2厘米）、西面（左后方）为广目天像（高171.8厘米）、北面（右后方）为多闻天像（高197.9厘米） | 京都府京都市东寺讲堂027                         | —                                                               | [ 35 ] [ 112 ]                  |
| 木制释迦如来立像及像内收纳物品（木造釈迦如来立像及像内納入品）                                                                                   | 北宋，985年 秘佛（公开参观日：每月8日、每年3月15日、从10月初至11月23日的星期日和公共假日）。据称是来自三国的佛像，由中国的张延皎、张延袭兄弟参照释迦栴檀瑞像制作，并于986年传入日本。雕像内藏有模仿五脏六腑的丝织品。依据碑文记载，曾于1218年接受过修缮。                                                                                      | 寄木造、中国樱花木（魏氏樱木）素底、截金、表面浮雕                                                                     | 1尊（高160.0厘米） | 京都府京都市清涼寺本堂028                       | 释迦如来立像                                                    | [ 35 ] [ 113 ] [ 114 ]          |
| 木制十一面观音立像（木造十一面観音立像）                                                                                               | 平安时代，951年 秘佛（公开参观日：每隔12年的辰年） | 一木造、漆箔 | 1尊（高258.0厘米） | 京都府京都市六波罗蜜寺本堂029                   | —                                                               | [ 115 ]                         |
| 木制十二神将立像（木造十二神将立像）                                                                                                 | 平安时代，1064年 佛师长势制作 | 一木造、扁柏木表面上色                                                                                                 | 十二神将立像12尊。 宮毘罗大将像（高123.0厘米）以及安底罗大将像（高115.1厘米）等 | 京都府京都市广隆寺灵宝殿030                     | 珊底羅大将                                                      | [ 35 ] [ 116 ] [ 117 ]          |
| 木制千手观音坐像（木造千手観音坐像）                                                                                                 | 镰仓時代，1251——1254年 佛师湛慶制作。三十三間堂主佛。 | 木制、漆箔、双目以玉眼嵌入。                                                                                           | 1尊（高334.8厘米） | 京都府京都市妙法院三十三間堂031                 | 千手观音坐像                                                    | [ 35 ] [ 118 ] [ 119 ]          |
| 木制千手观音立像（木造千手観音立像）                                                                                                 | 平安时代，约934年 不开放公众参观 | 木制、樱花木素底 | 1尊（高109.7厘米） | 京都府京都市法性寺032                           | 千手观音立像                                                    | [ 35 ] [ 120 ] [ 121 ]          |
| 木制千手观音立像（木造千手観音立像）                                                                                                 | 平安时代，873年之前 | 一木造、扁柏木材表面上色                                                                                               | 1尊（高266.0厘米） | 京都府京都市广隆寺讲堂033                       | —                                                               | [ 35 ] [ 122 ] [ 123 ]          |
| 木制僧形八幡神坐像（木造僧形八幡神坐像） 木制女神坐像（木造女神坐像）                                                                              | 平安时代，9世纪 日本现存最古老的神像彫刻 | 一木造、扁柏木材表面上色后镀金、木心干漆                                                                               | 八幡神坐像1尊以及女神坐像2尊（高约110厘米） | 京都府京都市东寺034                             | —                                                               | [ 124 ] [ 125 ]                 |
| 木制华盖（木造天蓋） | 平安时代，1053年 安放在鳳凰堂主佛阿弥陀如来像顶上。 | 木制 | 长方形（436.0x487.0厘米）与圆形（直径294.0厘米）相组合的二重华盖。 | 京都府宇治市平等院鳳凰堂035                     |                                                                 | [ 126 ]                         |
| 木制二十八部众立像（木造二十八部衆立像）                                                                                               | 镰仓時代，13世纪中叶 众塑像被放置在千手观音主佛的四周。作者有湛慶等人等多种说法。 | 寄木造、扁柏木材表面上色、截金、双目以玉眼嵌入                                                                         | 二十八部众立像共计28尊（高153.6-169.7厘米） | 京都府京都市妙法院三十三間堂036                 | 婆藪仙人                                                        | [ 35 ] [ 127 ] [ 128 ]          |
| 木制毘沙门天及吉祥天、善膩师童子立像（木造毘沙門天及吉祥天・善膩師童子立像）                                                                             | 平安时代，1127年 毘沙门天和吉祥天是夫妻，善膩师童子为两神之子。 | 一木造、扁柏木材素底                                                                                                   | 毘沙門天立像1尊（高175.7厘米）、吉祥天立像1尊（高100.0厘米）、善膩师童子立像1尊（高95.4厘米） | 京都府京都市鞍馬寺本堂037                       | 毘沙門天立像 · 吉祥天立像                                       | [ 35 ] [ 129 ] [ 130 ]          |
| 木制不空羂索观音立像（木造不空羂索観音立像）                                                                                             | 平安时代，800年左右 以前曾供奉在讲堂内。 | 木制、扁柏木材表面上色                                                                                                 | 1尊（高313.6厘米） | 京都府京都市广隆寺灵宝殿038                     | 不空羂索观音立像                                                | [ 131 ] [ 132 ]                 |
| 木制不动明王坐像（木造不動明王坐像） 木制华盖（木造天蓋）                                                                                    | 平安时代，9世纪后半叶 秘佛（佛像不开放参观、华盖不定期开放公众参观）御影堂主佛和其附属的华盖 | 一木造、扁柏木材着色、                                                                                                 | 不动明王坐像1尊（高123.0厘米）以及华盖 | 京都府京都市东寺御影堂039                       | —                                                               | [ 133 ]                         |
| 木制菩萨半跏像（）                                                                                                   | 平安时代，9世纪的贞观年间 别名：如意轮观音（如意輪観音） | 一木造、扁柏木材素底                                                                                                   | 1尊（高88.2厘米） | 京都府京都市宝菩提院願徳寺本堂040               | 外部链接 （页面存档备份，存于）                                 | [ 134 ] [ 135 ] [ 136 ]         |
| 木制弥勒菩萨半跏像（）                                                                                               | 飞鸟时代，7世纪 别名：宝冠弥勒（宝冠弥勒）。最古老的日本国宝彫塑之一。据传自朝鲜半岛传来日本。 | 木制、赤松木材、漆箔                                                                                                   | 1尊（高84.2厘米） | 京都府京都市广隆寺灵宝殿041                     | 弥勒菩萨半跏像                                                  | [ 137 ] [ 138 ]                 |
| 木制弥勒菩萨半跏像（）                                                                                               | 飞鸟时代，700年左右 别称：哭泣弥勒（泣き弥勒）、宝髺弥勒（宝髺弥勒）。可能是在日本制作完成。 | 木制、樟木材、漆箔 | 1尊（高66.3厘米） | 京都府京都市广隆寺灵宝殿042                     |                                                                 | [ 139 ] [ 140 ]                 |
| 木制药师如来及两胁侍像（木造薬師如来及両脇侍像）                                                                                           | 平安时代，913年 灵宝馆仅在春秋两季开放参观（3月下旬——5月中旬、10月——12月上旬），以前曾安放在上醍醐的药师堂。 | 木制、扁柏木材、漆箔                                                                                                   | 中尊为药师如来像（高176.5厘米），两胁侍为日光菩萨立像（高120.1厘米）和月光菩萨像（高120.9厘米），共计3尊 | 京都府京都市醍醐寺灵宝馆043                     | —                                                               | [ 141 ] [ 142 ]                 |
| 木制药师如来坐像（木造薬師如来坐像）                                                                                                 | 平安时代，1103年 佛师圆势和长圆制作。秘佛。 | 木制、檀香木素底、截金浮雕花纹                                                                                         | 1尊（高10.7厘米） | 京都府京都市仁和寺灵明殿044                     | —                                                               | [ 35 ] [ 143 ] [ 144 ]          |
| 木制药师如来立像（木造薬師如来立像）                                                                                                 | 平安时代，8世纪末 该塑像在神護寺还是神愿寺时期时就是主佛。 | 木制、素底 | 1尊（高169.7厘米） | 京都府京都市神護寺本堂045                       | 药师如来立像                                                    | [ 145 ] [ 146 ]                 |
| 干漆千手观音坐像（乾漆千手観音坐像）                                                                                                 | 奈良时代，8世纪中叶 秘佛（公开参观日：每月17日）。佛像有总计1041只手，胸前合掌的手2只、佛像身后持有佛具等物的手38只，另有其他1001只小手呈扇形在佛像背后。 | 干漆造、漆箔 | 1尊（高131.3厘米） | 大阪府藤井寺市葛井寺本堂046                     | 干漆千手观音坐像                                                | [ 147 ] [ 148 ] [ 149 ]         |
| 木制十一面观音立像（木造十一面観音立像）                                                                                               | 平安时代，9世纪初 秘佛（公开参观日：每月18、25日）。 | 木制、扁柏木材素底 | 1尊（高99.4厘米） | 大阪府藤井寺市道明寺本堂047                     | 十一面观音立像                                                  | [ 150 ] [ 151 ]                 |
| 木制如意輪观音坐像（木造如意輪観音坐像）                                                                                               | 平安时代，840年左右 秘佛（公开参观日：4月17、18日）。该塑像为“日本三如意轮”（日本三如意輪）之一。 | 一木造与干漆并用、榧木着色                                                                                             | 1尊（高108.厘米） | 大阪府河内长野市观心寺金堂048                   | 如意輪观音坐像                                                  | [ 152 ] [ 153 ]                 |
| 木制药师如来坐像（木造薬師如来坐像）                                                                                                 | 平安时代，900年左右 主佛。 | 一木造、榧木素底 | 1尊（高92.9厘米） | 大阪府交野市狮子窟寺本堂049                     |                                                                 | [ 154 ] [ 155 ]                 |
| 木制阿弥陀如来及两胁侍立像（木造阿弥陀如来及両脇侍立像）                                                                                       | 镰仓時代，1195年 | 木制、扁柏木材、漆箔                                                                                                   | 中尊为阿弥陀如来立像（高530.0厘米），两胁侍分别为观音菩萨立像（高71.0厘米）和势至菩萨立像（高70.0厘米），总计3尊 | 兵庫县小野市净土寺净土堂（阿弥陀堂）050         | 阿弥陀如来及两胁侍立像                                          | [ 156 ] [ 157 ]                 |
| 干漆梵天立像（乾漆梵天立像） 干漆帝释天立像（乾漆帝釈天立像）                                                                                  | 奈良时代，8世纪 法华堂主佛的胁侍 | 脱活干漆造、着色与漆箔并用                                                                                             | 梵天立像1尊（高403.0厘米）和帝释天立像各1尊（高378.8厘米） | 奈良县奈良市东大寺法华堂051                     | —                                                               | [ 35 ] [ 158 ] [ 159 ]          |
| 干漆鉴真和尚坐像（乾漆鑑真和上坐像）                                                                                                 | 奈良时代，8世纪 唐招提寺开山祖师鑑真塑像。秘佛（公开参观日：6月5——7日），据说为其弟子忍基所立。 | 脱活干漆造、着色 | 1尊（高80.1厘米） | 奈良县奈良市唐招提寺御影堂052                   |                                                                 | [ 160 ]                         |
| 干漆金刚力士立像（乾漆金剛力士立像）                                                                                                 | 奈良时代，8世纪 法华堂主佛的护卫塑像，在金刚力士塑像中很罕见的以身着甲胄的形态出现。 | 脱活干漆造、着色、漆箔                                                                                                 | 2尊。 主佛左侧（西面）为阿形（高326.3厘米）、 右侧（东面）为吽形（高306.0厘米） | 奈良县奈良市东大寺法华堂053                     | 阿形像                                                          | [ 161 ] [ 162 ]                 |
| 干漆行信僧都坐像（乾漆行信僧都坐像）                                                                                                 | 奈良时代，8世纪后半叶 法隆寺东院院落重建时所立的僧都行信的肖像。 | 脱活干漆造、着色 | 1尊（高89.7厘米） | 奈良县斑鳩町法隆寺梦殿054                       |                                                                 | [ 163 ]                         |
| 干漆四天王立像（乾漆四天王立像）                                                                                                   | 奈良时代，8世纪 放置在法华堂须弥坛四个角落。 | 脱活干漆造、着色、漆箔                                                                                                 | 四天王立像4尊。 东面（须弥坛前方右侧）为持国天像（高308.5厘米）、南面（前方左侧）为增长天像（高300.0厘米）、西面（后方左侧）为广目天像（高315.1厘米）、北面（后方右侧）为多闻天像（高312.1厘米） | 奈良县奈良市东大寺法华堂055                     | 广目天                                                          | [ 164 ] [ 165 ]                 |
| 干漆十大弟子立像（乾漆十大弟子立像）                                                                                                 | 奈良时代，734年 原本安放在西金堂主佛释迦如来像的四周。10尊中有4尊（大迦叶、阿那律、優婆利、阿难陀）已经流落民间。 | 脱活干漆造、着色 | 十大弟子立像計6尊。 富楼那像（高148.8厘米）、 目連像（高149.1厘米）、 舍利弗像（高154.8厘米）、 迦旃延像（高146.0厘米）、 罗睺罗像（高148.8厘米）、 須菩提像（高147.6厘米） | 奈良县奈良市兴福寺国宝馆056                     |                                                                 | [ 166 ] [ 167 ] [ 168 ]         |
| 干漆八部众立像（乾漆八部衆立像）                                                                                                   | 奈良时代，734年 光明皇后为其母橘三千代一周年忌日祈福所立。五部净像被毁，仅有胸部以上部分保留了下来。阿修罗像是日本最著名的雕像之一。 | 脱活干漆造、着色、漆箔                                                                                                 | 八部众立像計8尊。 阿修罗像（高153.0厘米）、 五部净像（高48.8厘米）（现存部分）、 緊那罗像（高149.1厘米）、 沙羯罗像（高153.6厘米）、 毕婆迦罗像（高156.0厘米）、 鳩槃荼像（高151.2厘米）、 乾闼婆像（高149.7厘米）、 迦楼罗像（高160.3厘米）                                                                     | 奈良县奈良市兴福寺国宝馆057                     | 阿修羅像 · 五部浄像                                             | [ 169 ] [ 170 ]                 |
| 干漆不空羂索观音立像（乾漆不空羂索観音立像）                                                                                             | 奈良时代，8世纪 | 脱活干漆造、漆箔 | 1尊（高362.1厘米） | 奈良县奈良市东大寺法华堂058                     | 不空羂索观音立像                                                | [ 171 ] [ 172 ]                 |
| 干漆药师如来坐像（乾漆薬師如来坐像）                                                                                                 | 奈良时代，8世纪 西圆堂主佛。 | 脱活干漆造、漆箔 | 1尊（高244.5厘米） | 奈良县斑鳩町法隆寺西圆堂059                     | 药师如来坐像                                                    | [ 173 ] [ 174 ]                 |
| 干漆卢舍那佛坐像（乾漆盧舎那仏坐像）                                                                                                 | 奈良时代，8世纪 主佛。据传为佛师义静作 | 脱活干漆造、漆箔 | 1尊（高339.4厘米） | 奈良县奈良市唐招提寺金堂060                     |                                                                 | [ 175 ] [ 176 ]                 |
| 泥制日光佛立像（塑造日光仏立像） 泥制月光佛立像（塑造月光仏立像）                                                                                | 奈良时代，8世纪 | 雕像、表面上色、截金                                                                                                   | 日光菩萨立像1尊（高206.0厘米）和月光菩萨立像1尊（高206.8厘米） | 奈良县奈良市东大寺・东大寺博物馆（原法华堂）061 | 月光佛立像                                                      | [ 177 ] [ 178 ]                 |
| 泥制四天王立像（塑造四天王立像）                                                                                                   | 奈良时代，8世纪 根据记录，戒坛堂的四天王雕像原本是铜制的，人们认为当前的泥塑雕像是从另一个地方搬来的。 | 泥塑像，表面上色 | 四天王立像4尊。 前方为持国天像（高160.6厘米）和增长天像（高165.4厘米）、后方为广目天像（高162.7厘米）和多闻天像（高164.5厘米） | 奈良县奈良市东大寺戒坛堂062                     | 多聞天像                                                        | [ 179 ] [ 180 ]                 |
| 泥制執金刚神立像（塑造執金剛神立像）                                                                                                 | 奈良时代，8世纪中叶 秘佛（公开参观日：每年12月16日）。据《日本灵异记》记载该塑像是良弁大师为了募集施舍而立的。 | 泥塑像，表面上色 | 1尊（高173.9厘米）。 | 奈良县奈良市东大寺法华堂063                     | 執金剛神立像                                                    | [ 35 ] [ 181 ] [ 182 ]          |
| 泥制十二神将立像（塑造十二神将立像）                                                                                                 | 奈良时代，729——749年 这些塑像围绕着主佛药师如来像。日本最古老的十二神将像。12尊像中，仅原先被毁，并于1931年重制的波夷罗像未被认定为国宝。每个雕像的头部都有象征着黄道的野兽。 | 塑像、表面上色、箔押                                                                                                   | 十二神将像中的11尊。 伐折罗像（高162.9厘米）、 頞儞罗像（高154.2厘米）、 毘羯罗像（高162.1厘米）、 摩虎罗像（高170.1厘米）、 宮毘罗像（高165.1厘米）、 招杜罗像（高167.6厘米）、 真达罗像（高165.5厘米）、 珊底罗像（高161.8厘米）、 迷企罗像（高159.5厘米）、 安底罗像（高153.6厘米）、 因達罗像（高155.2厘米） | 奈良县奈良市新药师寺本堂064                     | 全体俯瞰 · 伐折羅像 · 安底羅像                                  | [ 35 ] [ 183 ] [ 184 ] [ 185 ]  |
| 泥制塔本四面具（塑造塔本四面具）                                                                                                   | 奈良时代，711年 以4个场景描述释迦的生活。 | 塑像、表面上色、漆箔                                                                                                   | 总计塑像78尊、佛塔2座。 南面弥勒佛倚像（高81.0厘米），东面是维摩居士像（高45.2厘米）、文殊菩萨像（高52.4厘米）和14侍者像（維摩方丈），北面是涅槃释迦如来像（高98.0厘米）以及31侍者像（释迦入灭），西面是金棺（高25.6厘米）、舍利塔（高37.3厘米）和29侍者像                                                       | 奈良县斑鳩町法隆寺五重塔065                     | 侍者像と菩萨像                                                  | [ 186 ] [ 187 ]                 |
| 泥制道詮律師坐像（塑造道詮律師坐像）                                                                                                 | 平安时代，约873年 | 塑像、表面上色 | 1尊（高88.2厘米） | 奈良县斑鳩町法隆寺梦殿066                       | 道詮律師像                                                      | [ 188 ]                         |
| 泥制弥勒佛坐像（塑造弥勒仏坐像）                                                                                                   | 飞鸟时代，7世纪后半叶 日本现存最古老塑像之一。 | 塑像、漆箔 | 1尊（高219.7厘米） | 奈良县葛城市當麻寺金堂067                       |                                                                 | [ 189 ] [ 190 ]                 |
| 铜制阿弥陀如来及两胁侍像（銅造阿弥陀如来及両脇侍像） 木制佛龛（木造厨子）                                                                            | 飞鸟时代，7世纪末 别名：橘夫人念持佛（橘夫人念持仏） | 铜制、镀金。木制佛龛、油画                                                                                             | 位于中央的尊体阿弥陀如来坐像（高33.3厘米）以及作为两胁侍的观音菩萨立像和势至菩萨立像（高27.0厘米）共计3尊，佛龛1座（高263.0厘米） | 奈良县斑鳩町法隆寺大宝藏殿068                   |                                                                 | [ 35 ] [ 191 ] [ 192 ]          |
| 铜制观音菩萨立像（銅造観音菩薩立像）                                                                                                 | 飞鸟时代，8世纪初年 别名：圣观音（聖観音）。塑像表现手法深受唐朝风格影响。 | 铜制、镀金 | 1尊（高188.9厘米） | 奈良县奈良市药师寺东院堂069                     |                                                                 | [ 193 ] [ 194 ] [ 195 ]         |
| 铜制观音菩萨立像（銅造観音菩薩立像）                                                                                                 | 飞鸟时代，700年左右 别名：梦违观音（夢違観音）被认为可以将人的噩梦变成美梦。有记录在江户时代成为东院绘殿本殿。 | 铜制、镀金 | 1尊（高87.0厘米） | 奈良县斑鳩町法隆寺大宝藏院070                   | 观音菩萨立像                                                    | [ 196 ] [ 197 ]                 |
| 铜制释迦如来及两胁侍像（銅造釈迦如来及両脇侍像）                                                                                           | 飞鸟时代，623年 鞍作止利制作 该像为圣徳太子的母亲去世以及妃子患病后所立。还有一种理论认为塑像是圣德太子为模板。 | 铜制、镀金 | 中尊为释迦如来坐像（高86.4厘米）、左胁侍（据传为药王菩萨）立像（高90.7厘米）、右胁侍（据传为药上菩萨）立像（高92.4厘米），共计3尊 | 奈良县斑鳩町法隆寺金堂071                       | 释迦如来及两胁侍像                                              | [ 198 ] [ 199 ]                 |
| 铜制诞生释迦佛立像（銅造誕生釈迦仏立像） 铜制灌佛盘（銅造灌仏盤）                                                                                | 奈良时代，8世纪后半叶 灌佛会用塑像。右手腕为后来补塑。 | 铜制、镀金 | 释迦如来立像1尊（高47.0厘米）、灌佛盘1面（高89.4厘米） | 奈良县奈良市东大寺・东大寺博物馆072             |                                                                 | [ 200 ] [ 201 ]                 |
| 铜制佛头（銅造仏頭） | 飞鸟时代，678年 建于678——685年的山田寺主佛药师如来像是在1187年兴福寺重建时迁来成为东金堂主佛，但在1411年被落雷击中烧毁，只剩头部。此后佛头被安放在一个台座中，直到1937年才被发现。 | 铜制、镀金 | 1個（高98.3厘米） | 奈良县奈良市兴福寺国宝馆073                     | 佛頭                                                            | [ 202 ] [ 203 ]                 |
| 铜制药师如来及两胁侍像（銅造薬師如来及両脇侍像）                                                                                           | 奈良时代，718年左右 关于塑像的建造时期，目前有白凤时代和天平时代两种说法。如来坐像的莲花座上，分别反映出了来自希腊（葡萄）、中东（莲花）、印度以及中国的各种风格。此外，该塑像并未手持药壶。 | 铜制、镀金 | 中尊・药师如来坐像（高254.8厘米），两胁侍分别为日光菩萨立像（高311.8厘米）和月光菩萨立像（高309.4厘米），共计3尊 | 奈良县奈良市药师寺金堂074                       | 药师如来及两胁侍像                                              | [ 193 ] [ 204 ] [ 205 ]         |
| 铜制药师如来坐像（銅造薬師如来坐像）                                                                                                 | 飞鸟时代，607年 该塑像被认为是法隆寺药师三尊中的中尊，其他两尊分别在同一寺庙的西圆堂和大讲堂。还有一种理论认为，它曾在670年的法隆寺大火中被烧毁，并于同年被以模仿旧作的形式重建。 | 铜制、镀金 | 1尊（高63.0厘米） | 奈良县斑鳩町法隆寺金堂075                       | 铜制药师如来坐像                                                | [ 206 ] [ 207 ]                 |
| 铜制卢舍那佛坐像（銅造盧舎那仏坐像）                                                                                                 | 奈良时代，752年 手掌制成于桃山时代、佛头曾于江户时代（元禄3年）重制 通称：奈良大佛。 | 铜制、镀金 | 1尊（高1486.8厘米） | 奈良县奈良市东大寺金堂076                       | 卢舍那佛坐像（奈良大佛）                                        | [ 35 ] [ 208 ] [ 209 ]          |
| 板彫十二神将立像（板彫十二神将立像）                                                                                                 | 平安时代，11世纪 可能曾被贴在东金堂主佛的台座上。 | 板彫一材製、扁柏木表面上色、截金                                                                                       | 十二神将浮雕立像12幅（高87.9——100.3厘米、厚约3厘米） | 奈良县奈良市兴福寺国宝馆077                     | 伐折羅大将、迷企羅大将                                          | [ 210 ] [ 211 ] [ 212 ]         |
| 木心干漆义渊僧正坐像（木心乾漆義淵僧正坐像）                                                                                             | 奈良时代，8世纪 法相宗僧侣义渊是冈寺的开山祖师。 | 木心干漆、表面上色 | 1尊（高93.0厘米） | 奈良县明日香村冈寺078                           | 義淵僧正坐像                                                    | [ 213 ]                         |
| 木心干漆四天王立像（木心乾漆四天王立像）                                                                                               | 奈良时代，791年 北圆堂的公开参观日仅每年春秋两季（4月28日——5月6日，11月1日——4日）。从大安寺移放于此。 | 木心干漆、表面上色、漆箔                                                                                               | 四天王立像4尊。 持国天像（高138.2厘米）、 增长天像（高136.0厘米）、 广目天像（高139.1厘米）、 多闻天像（高134.5厘米） | 奈良县奈良市兴福寺北圆堂079                     | 持国天像                                                        | [ 214 ] [ 215 ] [ 216 ]         |
| 木心干漆十一面观音立像（木心乾漆十一面観音立像）                                                                                           | 奈良时代，8世纪后半叶 原本是三輪山大御轮寺供奉的主佛，因大御轮寺遭废佛毁释而流落。 | 木心干漆、漆箔 | 1尊（高209.1厘米） | 奈良县樱井市圣林寺大悲殿080                     |                                                                 | [ 217 ] [ 218 ]                 |
| 木心干漆千手观音立像（木心乾漆千手観音立像）                                                                                             | 奈良时代，8世纪后半叶 与葛井寺像一样为日本最古老的千手观音像之一。 | 木心干漆、漆箔 | 1尊（高535.7厘米） | 奈良县奈良市唐招提寺金堂081                     |                                                                 | [ 219 ] [ 220 ]                 |
| 木心干漆药师如来立像（木心乾漆薬師如来立像）                                                                                             | 平安时代，796——815年 供奉于唐招提寺金堂主佛卢舍那佛的右侧，据传是为鉴真的弟子如宝而立。 | 木心干漆、漆箔 | 1尊（高369.7厘米） | 奈良县奈良市唐招提寺金堂082                     |                                                                 | [ 221 ] [ 222 ]                 |
| 木制僧形八幡神坐像（木造僧形八幡神坐像） 木制神功皇后坐像（木造神功皇后坐像） 木制仲津姬命坐像（木造仲津姫命坐像）                                                     | 平安时代，889——898年 | 一木造（一部矧付け）、扁柏木材表面上色                                                                                 | 八幡神坐像1尊（高38.8厘米）、 神功皇后坐像1尊（高33.9厘米）、 仲津姬命坐像1尊（高36.8厘米） | 奈良县奈良市药师寺鎮守八幡宮083                 | 仲津姫命像                                                      | [ 223 ]                         |
| 木制天灯鬼立像（木造天燈鬼立像） 木制龙灯鬼立像（木造竜燈鬼立像）                                                                                | 镰仓時代，1216年 龙灯鬼立像为佛师康弁制作，而天灯鬼立像据说也是康弁制作的。专用于供奉为释迦如来提灯笼的诸鬼。塑像上的灯笼均为后人复建。 | 寄木造、扁柏木材表面上色、双目以玉眼嵌入                                                                               | 天灯鬼立像（高77.9厘米）和龙灯鬼立像（高77.3厘米）各1尊 | 奈良县奈良市兴福寺国宝馆084                     | 天燈鬼立像 · 竜燈鬼立像                                         | [ 225 ] [ 226 ]                 |
| 木制无著菩萨立像（木造無著菩薩立像） 木制世亲菩萨立像（木造世親菩薩立像）                                                                            | 镰仓時代，1208年 運慶作。北圆堂的公开参观日仅每年春秋两季（4月28日——5月6日，11月1日——4日）。无著和世亲为一对5世纪来自印度的兄弟僧侣。 | 寄木造、连香木表面上色、双目以玉眼嵌入                                                                                 | 無著菩萨立像1尊（高193.0厘米）、 世親菩萨立像1尊（高190.9厘米） | 奈良县奈良市兴福寺北圆堂085                     | 無著菩萨立像 · 世親菩萨立像                                     | [ 227 ] [ 228 ]                 |
| 木制梵天立像（木造梵天立像） 木制帝释天立像（木造帝釈天立像）                                                                                  | 奈良时代，8世纪后半叶 唐招提寺主佛前方左右侍立塑像。据说是如宝所立，在塑像手法方面与主佛像有许多共性。 | 一木造与干漆并用、扁柏木材表面上色                                                                                     | 梵天立像1尊（高186.2厘米）、帝释天立像1尊（高188.8厘米） | 奈良县奈良市唐招提寺金堂086                     | 梵天立像                                                        | [ 229 ] [ 230 ]                 |
| 木制维摩居士坐像（木造維摩居士坐像）                                                                                                 | 镰仓時代，1196年 佛师定庆花费53天彫刻而成。据说佛师幸圆花费50天上色的绘画制品被收藏于雕像内。 | 寄木造、扁柏木材表面上色、双目以玉眼嵌入                                                                               | 1尊（高88.6厘米） | 奈良县奈良市兴福寺东金堂087                     | 維摩居士坐像                                                    | [ 231 ] [ 232 ] [ 233 ] [ 234 ] |
| 木制观音菩萨立像（木造観音菩薩立像）                                                                                                 | 唐代，7——8世纪 别名：九面观音（九面観音）。海外渡来佛像。通常是十一面佛像，但词塑像仅有九面（本面、頂上佛一面、慈悲二面、瞑怒二面、牙上出二面、和大笑一面）。 | 木制、檀香木素底 | 1尊（高37.6厘米） | 奈良县斑鳩町法隆寺大宝藏院088                   | 观音菩萨立像                                                    | [ 235 ] [ 236 ]                 |
| 木制观音菩萨立像（木造観音菩薩立像）                                                                                                 | 飞鸟时代，7世纪中叶 别名：百济观音（百済観音） | 一木造、樟木表面上色                                                                                                   | 1尊（高209.4厘米） | 奈良县斑鳩町法隆寺大宝藏院089                   | 観世音菩萨立像                                                  | [ 237 ] [ 238 ]                 |
| 木制观音菩萨立像（木造観音菩薩立像）                                                                                                 | 飞鸟时代，620年左右 别名：救世观音（救世観音）。秘佛（公开参观日：4月11日——5月5日，10月22日——11月3日）。日本最古老的木彫佛像，据称为圣徳太子等身大小塑像。 | 一木造、樟木、漆箔、一部分表面上色                                                                                     | 1尊（高178.8厘米） | 奈良县斑鳩町法隆寺梦殿090                       | 観世音菩萨立像                                                  | [ 11 ] [ 239 ]                  |
| 木制玉依姫命坐像（木造玉依姫命坐像）                                                                                                 | 镰仓時代，1251年 非公開。被认为是慶派的作品。 | 寄木造、扁柏木材表面上色、双目以玉眼嵌入                                                                               | 1尊（高83厘米） | 奈良县吉野町吉野水分神社091                     | 玉依姫命坐像（部分）                                            | [ 240 ] [ 241 ]                 |
| 木制金剛力士立像（木造金剛力士立像）                                                                                                 | 镰仓時代，1180年之后 据信该像是在治承4年南都烧讨后兴福寺重建时所制作，并在正应元年修复。 | 寄木造、扁柏木材表面上色、双目以玉眼嵌入                                                                               | 2尊。阿形（高154.0厘米）、吽形（高153.7厘米）各1尊。 | 奈良县奈良市兴福寺国宝馆092                     | 阿形像                                                          | [ 242 ] [ 243 ] [ 244 ]         |
| 木制金剛力士立像（木造金剛力士立像）                                                                                                 | 镰仓時代，1203年 運慶、快慶、湛慶、定覚等制作。在阿形像持物的金刚杵矧面内部印有運慶和快慶的名字，而吽形像的像内收藏物经卷上有湛慶和定覚的名字。 | 寄木造、扁柏木材表面上色                                                                                               | 2尊。 西面为阿形像（高836.3厘米）、东面为吽形像（高842.3厘米） | 奈良县奈良市东大寺南大門093                     | 阿形仁王 · 吽形仁王                                             | [ 246 ] [ 247 ]                 |
| 木制四天王立像（金堂安置）（木造四天王立像）                                                                                       | 飞鸟时代，650年左右 山口大口费等人制作。 | 一木造、樟材表面上色、截金                                                                                             | 四天王立像4尊。 持国天像（高133.3厘米）、 增长天像（高134.8厘米）、 广目天像（高133.3厘米）、 多闻天像（高134.2厘米） | 奈良县斑鳩町法隆寺金堂094                       | 増長天像                                                        | [ 248 ] [ 249 ]                 |
| 木制四天王立像（金堂安置）（木造四天王立像）                                                                                       | 奈良时代，8世纪后半叶 | 一木造与干漆并用、扁柏木材表面上色、漆箔                                                                               | 四天王立像4尊。 持国天像（高185.0厘米）、 增长天像（高187.2厘米）、 广目天像（高186.3厘米）、 多闻天像（高188.5厘米） | 奈良县奈良市唐招提寺金堂095                     | 多聞天像                                                        | [ 250 ] [ 251 ]                 |
| 木制四天王立像（木造四天王立像）                                                                                                   | 平安时代，9世纪初 | 一木造与干漆并用、扁柏木材表面上色、截金                                                                               | 四天王立像4尊。 持国天像（高162.5厘米）、 增长天像（高161.0厘米）、 广目天像（高164.0厘米）、 多闻天像（高153.0厘米） | 奈良县奈良市兴福寺东金堂096                     | 広目天                                                          | [ 231 ] [ 252 ] [ 253 ] [ 254 ] |
| 木制四天王立像（位于南圆堂）（木造四天王立像（所在南円堂））                                                                                     | 镰仓時代，1189年 南圆堂内平日不开放公众参观（公开参观日：10月17日）。 | 木制、连香树木材表面上色                                                                                               | 四天王立像4尊。 持国天像（高206.6厘米）、 增长天像（高197.5厘米）、 广目天像（高200.0厘米）、 多闻天像（高197.2厘米） | 奈良县奈良市兴福寺南圆堂097                     | 多聞天像                                                        | [ 255 ] [ 256 ] [ 257 ]         |
| 木制释迦如来及两胁侍坐像（木造釈迦如来及両脇侍坐像）                                                                                         | 平安时代，925——931年 上御堂内平日不开放公众参观（公开参观日：11月1——3日）。上御堂南厢在925年被烧毁，塑像据说是在那之后所立。 | 一木造、樱花木材、漆箔                                                                                                 | 中尊・释迦如来坐像（高227.9厘米）、左脇侍坐像（高155.7厘米）、右脇侍坐像（高153.9厘米）の3尊 | 奈良县斑鳩町法隆寺上御堂098                     | 释迦如来像                                                      | [ 258 ] [ 259 ]                 |
| 木制释迦如来坐像（木造釈迦如来坐像）                                                                                                 | 平安时代，9世纪后期 原本塑像的台座、背后光焰、头顶螺发都已经消失，塑像表面的色彩也已褪色。 | 一木造、榧木材表面上色                                                                                                 | 1尊（高105.7厘米） | 奈良县宇陀市室生寺弥勒堂099                     | 释迦如来坐像                                                    | [ 260 ] [ 261 ]                 |
| 木制释迦如来立像（木造釈迦如来立像）                                                                                                 | 平安时代，9世纪末 别名：传释迦如来像 | 一木造、榧木材表面上色、切金                                                                                           | 1尊（高237.7厘米） | 奈良县宇陀市室生寺金堂100                       | 释迦如来立像                                                    | [ 262 ] [ 261 ]                 |
| 木制十一面观音立像（木造十一面観音立像）                                                                                               | 平安时代，9世纪末 | 一木造、表面上色 | 1尊（高195.1厘米） | 奈良县宇陀市室生寺金堂101                       | 十一面观音立像                                                  | [ 263 ] [ 264 ]                 |
| 木制十一面观音立像（木造十一面観音立像）                                                                                               | 平安时代，9世纪前半叶 秘佛（公开参观日：3月20日——4月7日、6月7——8日、10月25日——11月7日） | 一木造、榧木材素底 | 1尊（高100.0厘米） | 奈良县奈良市法华寺本堂102                       | 十一面观音立像（部分）                                          | [ 265 ] [ 266 ]                 |
| 木制十二神将立像（木造十二神将立像）                                                                                                 | 镰仓时代，1207年 | 寄木造、扁柏木材表面上色、截金                                                                                         | 十二神将立像共计12尊（高113.0-126.4厘米） | 奈良县奈良市兴福寺东金堂103                     | 伐折羅大将、波夷羅大将                                          | [ 231 ] [ 267 ] [ 268 ] [ 269 ] |
| 木制俊乗上人坐像（木造俊乗上人坐像）                                                                                                 | 镰仓时代，约1206年 秘佛（公开参观日：7月5日）。 | 寄木造、扁柏木材表面上色、                                                                                             | 1尊（高81.4厘米） | 奈良县奈良市东大寺俊乗堂104                     | 俊乗上人像                                                      | [ 270 ]                         |
| 木制圣德太子、山背王、殖栗王、卒末吕王、慧慈法师坐像（木造聖徳太子・山背王・殖栗王・卒末呂王・恵慈法師坐像）                                                             | 平安时代，1121年 秘佛（公开参观日：3月22——24日）。塑像内藏有《法华经》、《胜鬘经》和《維摩经》。 | 一木造、扁柏木材表面上色、截金                                                                                         | 圣徳太子坐像1尊（高84.2厘米）以及其他人物坐像4尊。 其弟殖栗王（高53.9厘米）、 长子山背王（高63.9厘米）、 其师惠慈法师（高63.9厘米）和 卒末吕王（高52.4厘米） | 奈良县斑鳩町法隆寺圣灵院105                     | 聖徳太子像                                                      | [ 35 ] [ 271 ]                  |
| 木制千手观音立像（木造千手観音立像）                                                                                                 | 镰仓時代，1220年左右 慶派一门作品。以前曾是食堂的主佛。塑像内收纳有观音菩萨和千手观音像以及书法等。 | 木制、扁柏木材漆箔、双目以玉眼嵌入                                                                                     | 1尊（高520.5厘米） | 奈良县奈良市兴福寺国宝馆106                     | —                                                               | [ 272 ] [ 273 ] [ 274 ]         |
| 木制僧形八幡神坐像（木造僧形八幡神坐像）                                                                                               | 镰仓時代，1201年 佛师快慶制作。秘佛（公开参观日：10月5日）。 | 寄木造、扁柏木材表面上色                                                                                               | 八幡神坐像1尊（高87.1厘米） | 奈良县奈良市东大寺八幡殿107                     | 僧形八幡神像                                                    | [ 275 ]                         |
| 木制大日如来坐像（木造大日如来坐像）                                                                                                 | 平安时代，1176年 運慶制作 | 寄木造、扁柏木材漆箔、双目以玉眼嵌入                                                                                   | 1尊（高98.8厘米） | 奈良县奈良市圆成寺多宝塔108                     | 大日如来坐像                                                    | [ 276 ] [ 277 ]                 |
| 木制地藏菩萨立像（木造地蔵菩薩立像）                                                                                                 | 平安时代，9世纪 原本是三輪山大御轮寺供奉的主佛，因大御轮寺遭废佛毁释，为加以保护而转移到法隆寺。 | 一木造与干漆并用、扁柏木材表面上色                                                                                     | 1尊（高172.7厘米） | 奈良县斑鳩町法隆寺大宝藏院109                   | 地藏菩萨立像                                                    | [ 278 ] [ 279 ]                 |
| 木制毘沙门天立像（供奉于金堂）（木造毘沙門天立像（金堂安置）） 木制吉祥天立像（供奉于金堂）（木造吉祥天立像（金堂安置））                                                  | 平安时代，1078年 据寺庙记载，因吉祥悔过会的兴起而于承历2年正月开始制作。 | 木制割矧造、扁柏木材表面上色、截金                                                                                     | 毘沙門天立像1尊（高123.2厘米）和吉祥天立像1尊（高116.7厘米） | 奈良县斑鳩町法隆寺金堂110                       | 毘沙門天・吉祥天立像                                            | [ 281 ]                         |
| 木制不空羂索观音坐像（木造不空羂索観音坐像）                                                                                             | 镰仓時代，1189年 康慶作。供奉于南圆堂内（公开参观日：每年10月17日）。 | 寄木造、扁柏木材表面上色、漆箔、双目以玉眼嵌入                                                                         | 1尊（高341.5厘米） | 奈良县奈良市兴福寺南圆堂111                     | 不空羂索观音坐像                                                | [ 282 ] [ 283 ] [ 284 ]         |
| 木制文殊菩萨坐像（木造文殊菩薩坐像）                                                                                                 | 镰仓時代，1196年 康慶一派制作 | 寄木造、扁柏木材表面上色、金彩、双目以玉眼嵌入                                                                         | 1尊（高93.9厘米） | 奈良县奈良市兴福寺东金堂112                     | 文殊菩萨坐像                                                    | [ 285 ] [ 286 ] [ 287 ]         |
| 木制法相六祖坐像（木造法相六祖坐像）                                                                                                 | 镰仓時代，1188——1189年 康慶制作。原本安置在南圆堂。 | 寄木造、扁柏木材表面上色、玉眼                                                                                         | 法相六祖坐像6尊。 常騰（高73.3厘米）、 神叡像（高81.2厘米）、 善珠像（高83.0厘米）、 玄昉像（高84.8厘米）、 玄賓像（高77.2厘米）、 行賀像（高74.8厘米） | 奈良县奈良市兴福寺国宝馆113                     | 行賀像                                                          | [ 35 ] [ 288 ] [ 289 ]          |
| 木制弥勒佛坐像（木造弥勒仏坐像）                                                                                                   | 镰仓時代，1212年 運慶作。北圆堂的公开参观日仅每年春秋两季（4月28日——5月6日、11月1——4日）。像内收纳有57.0厘米的弥勒菩萨像（摺佛）、佛龛和经卷等。 | 寄木造、连香树木材、漆箔                                                                                               | 1尊（高141.5厘米） | 奈良县奈良市兴福寺北圆堂114                     | 弥勒佛坐像                                                      | [ 290 ] [ 291 ] [ 209 ]         |
| 木制药师如来及两胁侍坐像（木造薬師如来及両脇侍坐像）                                                                                         | 平安时代，990年前后 推测建于法隆寺大讲堂重建时的990年前后。 | 一木造与寄木造并用、扁柏木材、漆箔                                                                                     | 中尊为药师如来坐像（高247.2厘米），两胁侍分别为日光菩萨坐像（高172.1厘米）和月光菩萨坐像（高172.1厘米），共计3尊 | 奈良县斑鳩町法隆寺大讲堂115                     | —                                                               | [ 292 ] [ 293 ]                 |
| 木制药师如来坐像（木造薬師如来坐像）                                                                                                 | 平安时代，9世纪 原本供奉于京都东山的若王子社，明治时期因神佛分離令而流落出来。 | 一木造、扁柏木材素底                                                                                                   | 1尊（高49.7厘米） | 奈良县奈良市奈良国立博物馆116                   |                                                                 | [ 294 ] [ 295 ]                 |
| 木制药师如来坐像（木造薬師如来坐像）                                                                                                 | 平安时代，8世纪末 | 一木造、榧木也可能是扁柏木材素底                                                                                       | 1尊（高191.5厘米） | 奈良县奈良市新药师寺本堂117                     | 药师如来坐像                                                    | [ 296 ] [ 297 ]                 |
| 木制药师如来立像（木造薬師如来立像）                                                                                                 | 平安时代，9世纪初 | 一木造、榧木材素底 | 1尊（高164.8厘米） | 奈良县奈良市元興寺118                           | 药师如来立像                                                    | [ 298 ]                         |
| 木制良弁僧正坐像（木造良弁僧正坐像）                                                                                                 | 平安时代，9世纪 秘佛（公开参观日：12月16日）。 | 一木造、扁柏木材表面上色                                                                                               | 1尊（高92.4厘米） | 奈良县奈良市东大寺開山堂119                     | 良弁僧正坐像                                                    | [ 299 ]                         |
| 木制菩萨半跏像（）                                                                                                   | 飞鸟时代，7世纪 | 寄木造、樟木古色（原表面上色）                                                                                         | 1尊（总高132厘米，坐像高87.9厘米） | 奈良县斑鳩町中宮寺119                           |                                                                 | [ 300 ]                         |
| 木制熊野速玉大神坐像（木造熊野速玉大神坐像） 木制夫須美大神坐像（木造夫須美大神坐像） 木制家津御子大神坐像（木造家津御子大神坐像） 木制国常立命坐像（木造国常立命坐像）                        | 平安时代，9世纪 | 木制、表面上色 | 神道教神像共计4尊。 速玉大神坐像（高101.2厘米）、 夫须美大神坐像（高98.5厘米）、 家津御子大神坐像（高81.2厘米）、 国常立命坐像（高80.3厘米） | 和歌山县新宮市熊野速玉大社120                   | —                                                               | [ 301 ]                         |
| 木制诸尊佛龛（木造諸尊仏龕） | 唐代，8世纪 空海从中国带回日本。 | 木制、檀香木素底 | 释迦如来和诸菩萨雕像（高23.1厘米） | 和歌山县高野町金剛峰寺灵宝馆121                 | 诸尊佛龕                                                        | [ 302 ] [ 303 ]                 |
| 木制千手观音立像（木造千手観音立像） 木制菩萨立像（木造菩薩立像）                                                                                | 平安时代，9世纪后半叶 千手观音与日光、月光菩萨组合出现的情况在所有日本佛像中十分罕见。 | 一木造、扁柏木材、漆箔                                                                                                 | 千手观音立像1尊（高294.2厘米），菩萨像为日光菩萨像1尊（高241.5厘米）和月光菩萨像1尊（高242.4厘米） | 和歌山县日高川町道成寺宝佛殿122                 |                                                                 | [ 304 ] [ 305 ]                 |
| 木制八大童子立像（木造八大童子立像）                                                                                                 | 镰仓時代，1197年 全部8尊塑像中，仅镰仓时代据传为運慶制作的6尊被认定为日本国宝。剩下的2尊（阿耨達像和指德像）据说为14世纪所制作，目前编入附录认定列表中。以前这些佛像曾被供奉于不动堂。 | 木制、扁柏木材表面上色、双目以玉眼嵌入                                                                                 | 八大童子仅存6尊。 慧光像（高96.6厘米）、 慧喜像（高98.8厘米）、 烏倶婆誐像（高95.1厘米）、 清净比丘像（高97.1厘米）、 矜羯罗像（高95.6厘米）、 制多迦像（高103.0厘米） | 和歌山县高野町金剛峯寺灵宝馆123                 | 矜羯羅童子像                                                    | [ 306 ] [ 302 ] [ 307 ]         |
| 木制弥勒佛坐像（木造弥勒仏坐像）                                                                                                   | 平安时代，892年 秘佛（公开参观日：每21年一次，最近的一次为2015年）。祭祀空海母亲的灵堂所供奉的主佛。 | 一木造、扁柏木材表面上色                                                                                               | 1尊（高91.0厘米） | 和歌山县九度山町慈尊院124                       | —                                                               | [ 308 ] [ 309 ]                 |
| 臼杵磨崖佛（臼杵磨崖仏） | 平安时代末期——镰仓时代初期 别名：臼杵石佛。日本国宝彫塑中唯一的石质雕像。 | 石制、表面上色 | 认定日本国宝共有27尊，分为以下4组： （高i）古園石佛（古園石仏）13尊、（高ii）山王山石佛（山王山石仏）3尊、（高iii）白身石佛第一组（ホキ石仏第一群）5尊、（高iv）白身石佛第二组（ホキ石仏第二群）6尊。（高26.8——280.0厘米）其余32尊均为附属认定国宝。 | 大分县臼杵市125                                 | 古園石佛、大日如来像                                            | [ 310 ] [ 311 ]                 |
| 木制阿弥陀如来坐像（木造阿弥陀如来坐像） 木制不动明王及二童子立像（木造不動明王及二童子立像） 木制毘沙門天立像（木造毘沙門天立像）                                             | 镰仓时代，1186年 佛师運慶制作。 | 木制 | 木制阿弥陀如来坐像1尊、木制不动明王及二童子立像3尊、木制毘沙門天立像1尊 | 静冈县伊豆之国市願成就院125                     | —                                                               | [ 312 ]                         |
| 木制骑獅文殊菩萨及胁侍像（木造騎獅文殊菩薩及脇侍像）                                                                                         | 镰仓时代，1203年 佛师快慶制作。 | 木制 | 木制骑獅文殊菩萨像（木造騎獅文殊菩薩像）、木制善財童子像（木造善財童子像）、木制優填王像（木造優填王像）、木制須菩堤像（木造須菩堤像）各1尊 | 奈良县樱井市安倍文殊院125                       | —                                                               | [ 313 ] [ 314 ]                 |
| 木制虚空藏菩萨立像（木造虚空蔵菩薩立像）                                                                                               | 平安时代，9世纪 曾被认为是“圣观音菩萨立像”（聖観音菩薩立像），但最近的研究表明该像自有尊名，因此以“虚空藏菩萨立像”之名被认定为日本国宝。 | 木制 | 1尊（高51.1厘米） | 京都府京都市醍醐寺                              | —                                                               | [ 315 ] [ 316 ]                 |
| 木制弥勒佛坐像（木造弥勒仏坐像）                                                                                                   | 平安时代 别名：“试制作原型大佛” | 一木造、榧木 | 1尊（39厘米） | 奈良县奈良市东大寺                              | 弥勒佛坐像                                                      | [ 317 ] [ 318 ] [ 319 ]         |
| 木制叡尊坐像（木造叡尊坐像） | 镰仓时代，1280年 佛师善春制作，雕像内收纳有记载佛师信息的经卷 | 木制 | 1尊（高88厘米） | 奈良县奈良市西大寺                              | 叡尊坐像                                                        | [ 320 ] [ 321 ] [ 322 ]         |
| 铜制释迦如来倚像（銅造釈迦如来倚像）                                                                                                 | 飞鸟时代 现存世的「白凤佛」之一 | 铜制 | 1尊（全高83.9厘米，坐像高59.3厘米） | 东京都調布市深大寺                              | 铜制释迦如来倚像                                                | [ 323 ] [ 324 ] [ 325 ]         |
| 木制維摩居士坐像（木造維摩居士坐像）                                                                                                 | 奈良时代 | 木制 | 1尊（高90厘米） | 奈良县奈良市法华寺                              | 維摩居士坐像                                                    | [ 326 ] [ 327 ] [ 328 ]         |
| 木制大日如来坐像（木造大日如来坐像） 木制不动降三世明王坐像（木造不動降三世明王坐像）                                                                      | 镰仓时代，1234年 | 木制 | 大日如来坐像1尊（高313.5厘米）、降三世明王坐像1尊（高201厘米）、不动明王坐像1尊（高258厘米） | 京都府京都市京都国立博物馆                      | —                                                               | [ 329 ] [ 330 ]                 |
| 木制千手观音立像（供奉于莲华王院本堂）（木造千手観音立像（蓮華王院本堂安置））                                                                           | 平安时代——镰仓时代 多位工匠历经数代完成 | 木制 | 三十三间堂的千手观音，坐像1尊，立像1000尊，共计1001尊 | 京都府京都市蓮華王院                            | —                                                               | [ 331 ] [ 332 ]                 |
| 木制药师如来坐像（木造薬師如来立像） 木制传众宝王菩萨立像（木造伝衆宝王菩薩立像） 木制传狮子吼菩萨立像（木造伝獅子吼菩薩立像） 木制传大自在王菩萨立像（木造伝大自在王菩薩立像） 木制二天王立像（木造二天王立像） | 奈良时代 | 木制 | 木造薬師如来立像1尊、 木造伝衆宝王菩薩立像1尊、 木造伝獅子吼菩薩立像1尊、 木造伝大自在王菩薩立像1尊、 木造二天王立像2尊 | 奈良县奈良市唐招提寺                            | —                                                               | [ 333 ]                         |
| 木制五智如来坐像（木造五智如来坐像）                                                                                                 | 平安时代 | 木制 | 5尊 | 京都府京都市京都国立博物馆                      | —                                                               | [ 334 ]                         |

## 脚注

### 注解
1. ↑  佛像背后的光晕装饰物，代表佛陀发出的光。[37]
2. ↑  此处的“漆箔”为一种应用于雕像或者器皿表面的加工工艺。[39]
3. ↑  “割矧造”为一种雕刻技术，在塑像主体内部雕刻出空腔以防止木材随湿度变化而发生损坏。[42]
4. ↑  通常指一组佛教雕像中的主要雕像。[43]
5. ↑  也称“切金”，一种将金银切割成规则形状后整齐排布在雕像表面作为装饰的工艺手法。[47]
6. ↑  一般秘密存放而不公开参拜的佛陀塑像。[57]
7. ↑  使用黄檗浸染的纸所书写的经卷。[58]
8. ↑  日本木雕佛像处理眼部的技法之一，镰仓时代后大量使用。[73]
9. ↑  出自《观无量寿佛经》，指前往极乐世界的人有九等品级。[91]
10. ↑  一种以上等木料制成的祭坛。[111]
11. ↑  另外两尊为神呪寺主佛如意轮半跏像和大和室生寺的如意轮观音像
12. ↑  八世纪初日本开始盛行的一种佛教法会。[280]

### 脚注
1. ↑  日本美术，第22頁
2. ↑  中华历史通鉴 第2部，第2162頁
3. ↑  日本文化史，第69頁
4. ↑  图说日本美术史，第38頁
5. ↑  我最想知道的日本史图解，第22頁
6. ↑  世界中世纪艺术史，第204頁
7. ↑  诸家中国美术史著选汇，第1790頁
8. ↑  世界文化史故事大系 日本卷，第36頁
9. ↑  仏像の歴史，第17-22,47-48頁
10. ↑  大和路のみ仏たち，第24-25頁
11. 1 2 3  Schumacher, Mark. . Japanese Buddhist Statuary. 2009  [2011-02-28]. （原始内容存档于2021-01-24） （英语）.
12. ↑  . 奈良文化財研究所 飛鳥資料館俱樂部. 1995  [2011-03-01]. （原始内容存档于2016-03-05）.
13. ↑  Schumacher, Mark. . Japanese Buddhist Statuary. 2009  [2009-09-16]. （原始内容存档于2020-11-12） （英语）.
14. ↑  大和路のみ仏たち，第25頁
15. ↑  塔奇拉 2019，第67頁.
16. ↑  罗世平 & 如常 2017，第380頁.
17. ↑  2004年龙门石窟国际学术研讨会文集，第162頁
18. 1 2  Schumacher, Mark. . Japanese Buddhist Statuary. 2009  [2009-09-16]. （原始内容存档于2021-01-24） （英语）.
19. ↑  大和路のみ仏たち，第25-26頁
20. ↑  王海燕 2012，第412頁.
21. ↑  金铜佛造像特展图录，第55頁
22. ↑  孙凯 2003，第330頁.
23. ↑  佛光大辭典，第6589頁
24. ↑  林木 2018，第161頁.
25. ↑  佛光大辭典，第4497頁
26. ↑  孙凯 2003，第331頁.
27. 1 2  塔奇拉 2019，第66頁.
28. ↑  Schumacher, Mark. . Japanese Buddhist Statuary. 2009  [2011-03-01]. （原始内容存档于2021-01-25）.
29. ↑  F. Moran, Sherwood. . Artibus Asiae (Artibus Asiae Publishers). 1972, 34 (2/3): 119–161. JSTOR 3249644. doi:10.2307/3249644.
30. ↑  大和路のみ仏たち，第26-28頁
31. ↑  Schumacher, Mark. . Japanese Buddhist Statuary. 2009  [2011-03-01]. （原始内容存档于2021-01-25）.
32. ↑  Coaldrake，第248頁
33. ↑   (PDF). 文化廳文化財部. 2008-08  [2011-03-01]. （原始内容 (PDF)存档于2022-06-19） （日语）.
34. 1 2 3  文化廳. . 2008-11-01  [2011-03-01]. （原始内容存档于2015-12-04） （日语）.
35. 1 2 3 4 5 6 7 8 9 10 11 12 13 14 15 16 17 18 19  Mary Neighbour Parent. .  online. 2001  [2011-03-01]. （原始内容存档于2014-05-04） （英语）.
36. 1 2 3 4  . 文化廳.   [2011-02-28]. （原始内容存档于2015-12-04） （日语）.
37. ↑  Mary Neighbour Parent. .  online. 2001  [2020-11-04]. （原始内容存档于2020-11-09） （英语）.
38. ↑  孙凯 2003，第332頁.
39. ↑  Mary Neighbour Parent. .  online. 2001  [2020-11-01]. （原始内容存档于2020-01-17） （英语）.
40. ↑  . 岩手县制作地域部NPO、文化国際課.   [2011-02-28]. （原始内容存档于2016-03-04） （日语）.
41. ↑  . 文化廳.   [2011-02-28]. （原始内容存档于2012-12-11） （日语）.
42. ↑  Mary Neighbour Parent. .  online. 2001  [2020-10-30]. （原始内容存档于2020-11-12） （英语）.
43. ↑  Mary Neighbour Parent. .  online. 2001  [2020-11-04]. （原始内容存档于2020-02-01） （英语）.
44. ↑  . 湯川村.   [2011-02-28]. （原始内容存档于2019-12-08） （日语）.
45. ↑  小川等 2009，第592-594頁
46. ↑  国宝を知る 2001，第62頁
47. ↑  Mary Neighbour Parent. .  online. 2001  [2020-11-01]. （原始内容存档于2020-01-17） （英语）.
48. ↑  . 大倉集古館.   [2011-02-28]. （原始内容存档于2020-10-20） （日语）.
49. ↑  小川等 2009，第595頁
50. ↑  国宝を知る 2001，第175-176頁
51. ↑  . 镰仓大佛殿高德院.   [2011-02-28]. （原始内容存档于2020-05-12） （日语）.
52. ↑  . 神奈川電視台.   [2011-02-28]. （原始内容存档于2020-10-19） （日语）.
53. ↑  国宝を知る 2001，第92頁
54. ↑  . .   [2011-02-28]. （原始内容存档于2012-03-09） （日语）.
55. ↑  . 读卖新闻社.   [2011-02-28]. （原始内容存档于2012-03-06） （日语）.
56. ↑  国宝を知る 2001，第145頁
57. ↑  Mary Neighbour Parent. .  online. 2001  [2020-11-02]. （原始内容存档于2017-03-05） （英语）.
58. ↑  . 新纂浄土宗大辞典.   [2020-11-02]. （原始内容存档于2022-06-19） （日语）.
59. ↑  . 三井寺.   [2011-02-28]. （原始内容存档于2019-09-21） （日语）.
60. 1 2  . NHK.   [2011-02-28]. （原始内容存档于2011-10-16） （日语）.
61. ↑  国宝を知る 2001，第335頁
62. ↑  . 三井寺.   [2011-02-28]. （原始内容存档于2019-09-26） （日语）.
63. ↑  国宝を知る 2001，第286頁
64. 1 2 3 4 5 6 7 8 9 10 11 12 13 14 15 16 17 18 19 20 21 22 23  熊田2006，第149-155、寺院秘仏そのほかの特別公開予定日（2006年段階）頁
65. ↑  . 三井寺.   [2011-02-28]. （原始内容存档于2019-08-25） （日语）.
66. ↑  国宝を知る 2001，第288頁
67. ↑  小川等 2009，第562-563頁
68. ↑  . 木津川市.   [2011-02-28]. （原始内容存档于2008-01-15） （日语）.
69. ↑  国宝を知る 2001，第29-30頁
70. ↑  小川等 2009，第560-561頁
71. ↑  . 每日jp（日语：毎日新聞デジタル）.   [2011-02-28]. （原始内容存档于2012-07-12） （日语）.
72. ↑  国宝を知る 2001，第140頁
73. ↑  佛光大辭典，第2041頁
74. ↑  小川等 2009，第528-531頁
75. ↑  . 三十三間堂.   [2011-02-28]. （原始内容存档于2020-12-26） （日语）.
76. ↑  国宝を知る 2001，第265頁
77. ↑  根立研介.  .  . 东京美術. 2011: 73.
78. ↑  小川等 2009，第501頁
79. ↑  . 东寺.   [2011-02-28]. （原始内容存档于2011-07-05） （日语）.
80. ↑  国宝を知る 2001，第204頁
81. ↑  小川等 2009，第580-583頁
82. ↑  . .   [2011-02-28]. （原始内容存档于2012-07-07） （日语）.
83. ↑  小川等 2009，第474-475頁
84. ↑  国宝を知る 2001，第82頁
85. ↑  小川等 2009，第468-470頁
86. ↑  国宝を知る 2001，第80-81頁
87. ↑  小川等 2009，第558-559頁
88. ↑  国宝を知る 2001，第87頁
89. ↑  小川等 2009，第459頁
90. ↑  国宝を知る 2001，第78-79頁
91. ↑  涌源. . 法音=Dharmaghosa(The Voice of Dharma). 1986, (03): 14–17. ISSN 1004-2636 （中文（中国大陆））.
92. ↑  小川等 2009，第570-573頁
93. ↑  国宝を知る 2001，第88-89頁
94. ↑  小川等 2009，第546-551頁
95. ↑  . 平等院.   [2011-02-28]. （原始内容存档于2011-05-14） （日语）.
96. ↑  国宝を知る 2001，第83頁
97. ↑  Schumacher, Mark. . Japanese Buddhist Statuary. 2009  [2011-02-28]. （原始内容存档于2021-01-25） （英语）.
98. ↑  小川等 2009，第552-555頁
99. ↑  . 平等院.   [2011-02-28]. （原始内容存档于2011-05-14） （日语）.
100. ↑  国宝を知る 2001，第319-320頁
101. ↑  小川等 2009，第506-507頁
102. ↑  国宝を知る 2001，第231-232頁
103. ↑  小川等 2009，第482-485頁
104. ↑  国宝を知る 2001，第176-177頁
105. ↑  国宝を知る 2001，第186頁
106. ↑  小川等 2009，第492-500頁
107. ↑  国宝を知る 2001，第190頁
108. ↑  国宝を知る 2001，第306頁
109. ↑  小川等 2009，第574-577頁
110. ↑  国宝を知る 2001，第226頁
111. ↑  Mary Neighbour Parent. .  online. 2001  [2020-11-01]. （原始内容存档于2019-12-30） （英语）.
112. ↑  国宝を知る 2001，第221頁
113. ↑  小川等 2009，第472-473頁
114. ↑  国宝を知る 2001，第41頁
115. ↑  国宝を知る 2001，第150頁
116. ↑  小川等 2009，第462-463頁
117. ↑  国宝を知る 2001，第256頁
118. ↑  小川等 2009，第508-511頁
119. ↑  国宝を知る 2001，第168頁
120. ↑  小川等 2009，第534-535頁
121. ↑  国宝を知る 2001，第165頁
122. ↑  小川等 2009，第461頁
123. ↑  国宝を知る 2001，第164頁
124. ↑  Shinzō，第51頁
125. ↑  国宝を知る 2001，第327-328頁
126. ↑  国宝を知る 2001，第86頁
127. ↑  小川等 2009，第514-527頁
128. ↑  国宝を知る 2001，第262-263頁
129. ↑  小川等 2009，第578-579頁
130. ↑  国宝を知る 2001，第236頁
131. ↑  小川等 2009，第460頁
132. ↑  国宝を知る 2001，第151頁
133. ↑  国宝を知る 2001，第192-193頁
134. ↑  . 读卖新闻社.   [2011-02-28]. （原始内容存档于2009-03-09） （日语）.
135. ↑  小川等 2009，第488-489頁
136. ↑  国宝を知る 2001，第170頁
137. ↑  小川等 2009，第454-457頁
138. ↑  国宝を知る 2001，第98頁
139. ↑  小川等 2009，第458頁
140. ↑  国宝を知る 2001，第100頁
141. ↑  小川等 2009，第556-557頁
142. ↑  国宝を知る 2001，第68頁
143. ↑  小川等 2009，第471頁
144. ↑  国宝を知る 2001，第73頁
145. ↑  小川等 2009，第476-481頁
146. ↑  国宝を知る 2001，第56頁
147. ↑  小川等 2009，第676-677頁
148. ↑  . 藤井寺市.   [2011-02-28]. （原始内容存档于2011-02-10） （日语）.
149. ↑  国宝を知る 2001，第158-159頁
150. ↑  小川等 2009，第678-681頁
151. ↑  国宝を知る 2001，第149頁
152. ↑  小川等 2009，第682-685頁
153. ↑  国宝を知る 2001，第171頁
154. ↑  小川等 2009，第674-675頁
155. ↑  国宝を知る 2001，第67頁
156. ↑  小川等 2009，第696-701頁
157. ↑  国宝を知る 2001，第90頁
158. ↑  小川等 2009，第38-39頁
159. ↑  国宝を知る 2001，第198-199頁
160. ↑  国宝を知る 2001，第278-279頁
161. ↑  小川等 2009，第40-43頁
162. ↑  国宝を知る 2001，第241頁
163. ↑  国宝を知る 2001，第275頁
164. ↑  小川等 2009，第44-49頁
165. ↑  国宝を知る 2001，第208-209頁
166. ↑  小川等 2009，第142-145頁
167. ↑  . 兴福寺.   [2011-02-28]. （原始内容存档于2010-11-25） （日语）.
168. ↑  国宝を知る 2001，第271-272頁
169. ↑  小川等 2009，第128-141頁
170. ↑  国宝を知る 2001，第259-260頁
171. ↑  小川等 2009，第32-37頁
172. ↑  国宝を知る 2001，第152-153頁
173. ↑  小川等 2009，第322頁
174. ↑  国宝を知る 2001，第53頁
175. ↑  小川等 2009，第230-235頁
176. ↑  国宝を知る 2001，第116頁
177. ↑  小川等 2009，第52-55頁
178. ↑  国宝を知る 2001，第182-183頁
179. ↑  小川等 2009，第58-65頁
180. ↑  国宝を知る 2001，第212頁
181. ↑  小川等 2009，第50-51頁
182. ↑  国宝を知る 2001，第237頁
183. ↑  小川等 2009，第186-195頁
184. ↑  国宝を知る 2001，第251-252頁
185. ↑  . www.shinyakushiji.or.jp.   [2020-11-10]. （原始内容存档于2020-12-21）.
186. ↑  小川等 2009，第312-317頁
187. ↑  国宝を知る 2001，第310-312頁
188. ↑  国宝を知る 2001，第283-284頁
189. ↑  小川等 2009，第380-381頁
190. ↑  国宝を知る 2001，第103頁
191. ↑  小川等 2009，第346-347頁
192. ↑  国宝を知る 2001，第74頁
193. 1 2 3   (leaflet). Yakushi-ji.
194. ↑  小川等 2009，第222-225頁
195. ↑  国宝を知る 2001，第134頁
196. ↑  小川等 2009，第348-349頁
197. ↑  国宝を知る 2001，第130頁
198. ↑  小川等 2009，第298-301頁
199. ↑  国宝を知る 2001，第25-26頁
200. ↑  小川等 2009，第31頁
201. ↑  国宝を知る 2001，第30-31頁
202. ↑  小川等 2009，第74-75頁
203. ↑  国宝を知る 2001，第47頁
204. ↑  小川等 2009，第206-219頁
205. ↑  国宝を知る 2001，第49-50頁
206. ↑  小川等 2009，第309頁
207. ↑  国宝を知る 2001，第43頁
208. ↑  小川等 2009，第26-30頁
209. 1 2  国宝を知る 2001，第106頁
210. ↑  小川等 2009，第156-161頁
211. ↑  . 兴福寺.   [2011-02-28]. （原始内容存档于2011-10-16） （日语）.
212. ↑  国宝を知る 2001，第253-254頁
213. ↑  国宝を知る 2001，第282-283頁
214. ↑  小川等 2009，第110-113頁
215. ↑  . 兴福寺.   [2011-02-28]. （原始内容存档于2012-01-16） （日语）.
216. ↑  国宝を知る 2001，第218-219頁
217. ↑  小川等 2009，第400-403頁
218. ↑  国宝を知る 2001，第141頁
219. ↑  小川等 2009，第236-241頁
220. ↑  国宝を知る 2001，第160頁
221. ↑  小川等 2009，第242-243頁
222. ↑  国宝を知る 2001，第58頁
223. ↑  国宝を知る 2001，第329頁
224. ↑  Schumacher, Mark. . Japanese Buddhist Statuary. 2009  [2011-02-28]. （原始内容存档于2021-01-25） （英语）.
225. ↑  小川等 2009，第152-154頁
226. ↑  国宝を知る 2001，第229頁
227. ↑  小川等 2009，第108-109頁
228. ↑  国宝を知る 2001，第303頁
229. ↑  小川等 2009，第244-245頁
230. ↑  国宝を知る 2001，第202頁
231. 1 2 3   (leaflet). Kofuku-ji.
232. ↑  小川等 2009，第76,78頁
233. ↑  . 兴福寺.   [2011-02-28]. （原始内容存档于2012-01-16） （日语）.
234. ↑  国宝を知る 2001，第268-269頁
235. ↑  小川等 2009，第358-359頁
236. ↑  国宝を知る 2001，第137頁
237. ↑  小川等 2009，第338-343頁
238. ↑  国宝を知る 2001，第126頁
239. ↑  国宝を知る 2001，第122頁
240. ↑  Shinzō，第81-85頁
241. ↑  国宝を知る 2001，第336頁
242. ↑  小川等 2009，第146-151頁
243. ↑  . 兴福寺.   [2011-02-28]. （原始内容存档于2010-03-23） （日语）.
244. ↑  国宝を知る 2001，第244頁
245. ↑   . 东京国立博物館. 2010: 216–217.
246. ↑  小川等 2009，第18-23頁
247. ↑  国宝を知る 2001，第246-247頁
248. ↑  小川等 2009，第302-308頁
249. ↑  国宝を知る 2001，第207頁
250. ↑  小川等 2009，第246-249頁
251. ↑  国宝を知る 2001，第216頁
252. ↑  小川等 2009，第80-89頁
253. ↑  . 兴福寺.   [2011-02-28]. （原始内容存档于2011-10-16） （日语）.
254. ↑  国宝を知る 2001，第223-224頁
255. ↑  小川等 2009，第118-121頁
256. ↑  . 兴福寺.   [2011-02-28]. （原始内容存档于2011-10-16） （日语）.
257. ↑  国宝を知る 2001，第228頁
258. ↑  小川等 2009，第320-321頁
259. ↑  国宝を知る 2001，第38頁
260. ↑  小川等 2009，第438-442頁
261. 1 2  国宝を知る 2001，第33頁
262. ↑  小川等 2009，第418-423頁
263. ↑  小川等 2009，第424-427頁
264. ↑  国宝を知る 2001，第146-147頁
265. ↑  小川等 2009，第275-277頁
266. ↑  国宝を知る 2001，第143頁
267. ↑  小川等 2009，第90-97頁
268. ↑  . 兴福寺.   [2011-02-28]. （原始内容存档于2011-01-13） （日语）.
269. ↑  国宝を知る 2001，第257-258頁
270. ↑  国宝を知る 2001，第300頁
271. ↑  国宝を知る 2001，第292-293頁
272. ↑  小川等 2009，第122頁
273. ↑  . 兴福寺.   [2011-02-28]. （原始内容存档于2011-06-17） （日语）.
274. ↑  国宝を知る 2001，第166頁
275. ↑  国宝を知る 2001，第332頁
276. ↑  小川等 2009，第413-415頁
277. ↑  国宝を知る 2001，第95頁
278. ↑  小川等 2009，第361頁
279. ↑  国宝を知る 2001，第179頁
280. ↑  佛光大辭典，第2240頁
281. ↑  国宝を知る 2001，第233頁
282. ↑  小川等 2009，第114-117頁
283. ↑  . 兴福寺.   [2011-02-28]. （原始内容存档于2010-03-04） （日语）.
284. ↑  国宝を知る 2001，第156頁
285. ↑  . 兴福寺.   [2011-02-28]. （原始内容存档于2011-10-16） （日语）.
286. ↑  小川等 2009，第77,79頁
287. ↑  国宝を知る 2001，第173頁
288. ↑  . 兴福寺.   [2011-02-28]. （原始内容存档于2011-06-17） （日语）.
289. ↑  国宝を知る 2001，第297-298頁
290. ↑  小川等 2009，第104-107頁
291. ↑  . 兴福寺.   [2011-02-28]. （原始内容存档于2019-07-30） （日语）.
292. ↑  小川等 2009，第318-319頁
293. ↑  国宝を知る 2001，第70頁
294. ↑  小川等 2009，第199頁
295. ↑  国宝を知る 2001，第66頁
296. ↑  小川等 2009，第182-185頁
297. ↑  国宝を知る 2001，第61頁
298. ↑  小川等 2009，第164-165頁
299. ↑  国宝を知る 2001，第289頁
300. ↑  . Pinterest.   [2020-11-10]. （原始内容存档于2022-06-19） （日语）.
301. ↑   (exhibition leaflet). Tokyo National Museum. 2009.
302. 1 2  . 高野山靈宝館.   [2011-02-28]. （原始内容存档于2021-02-03） （日语）.
303. ↑  国宝を知る 2001，第315-316頁
304. ↑  小川等 2009，第668-669頁
305. ↑  国宝を知る 2001，第162-163頁
306. ↑  小川等 2009，第658-665頁
307. ↑  国宝を知る 2001，第194-195頁
308. ↑  . 和歌山县九度山町教育委員会.   [2011-02-28]. （原始内容存档于2009-12-08） （日语）.
309. ↑  国宝を知る 2001，第104頁
310. ↑  . 大分县臼杵市.   [2011-02-28]. （原始内容存档于2009-12-08） （日语）.
311. ↑  国宝を知る 2001，第323-324頁
312. ↑  . ganjoujuin.jp.   [2020-11-10]. （原始内容存档于2021-02-11）.
313. ↑  . 安倍文殊院. 2019-03-30  [2020-11-10]. （原始内容存档于2020-11-02） （日语）.
314. ↑  . www.pref.nara.jp.   [2020-11-10]. （原始内容存档于2020-08-08）.
315. ↑  . www.daigoji.or.jp.   [2020-11-10]. （原始内容存档于2020-12-01）.
316. ↑  . .   [2020-11-10]. （原始内容存档于2021-01-17） （日语）.
317. ↑  .   [2020-11-10]. （原始内容存档于2020-12-19） （日语）.
318. ↑  . culturecenter.todaiji.or.jp.   [2020-11-10]. （原始内容存档于2020-11-10）.
319. ↑  . art.iroiro.co.   [2020-11-10]. （原始内容存档于2020-11-10） （日语）.
320. ↑  . bunka.nii.ac.jp.   [2020-11-10]. （原始内容存档于2022-06-19） （日语）.
321. ↑  taisi123jp. . . 2016-03-12  [2020-11-10]. （原始内容存档于2022-06-19） （日语）.
322. ↑  . www.nara-np.co.jp.   [2020-11-10]. （原始内容存档于2020-11-10） （日语）.
323. ↑  . www.jindaiji.or.jp.   [2020-11-10]. （原始内容存档于2020-11-01） （日语）.
324. ↑  . jindaiji.sakura.ne.jp.   [2020-11-10]. （原始内容存档于2020-02-14） （日语）.
325. ↑  . 調布市ホームページ.   [2020-11-10]. （原始内容存档于2020-11-16） （日语）.
326. ↑  . .   [2020-11-10]. （原始内容存档于2021-01-21） （日语）.
327. ↑  . Pinterest.   [2020-11-10]. （原始内容存档于2022-06-19） （日语）.
328. ↑  . Mainichi Daily News. 2017-03-14  [2020-11-10]. （原始内容存档于2020-11-17） （日语）.
329. ↑  . Pinterest.   [2020-11-10]. （原始内容存档于2022-06-19） （日语）.
330. ↑  . www.city.kawachinagano.lg.jp.   [2020-11-10]. （原始内容存档于2020-11-10） （日语）.
331. ↑  . sanjusangendo.jp.   [2020-11-10]. （原始内容存档于2020-11-17） （日语）.
332. ↑  . www.periploos.net.   [2020-11-10]. （原始内容存档于2022-06-19） （日语）.
333. ↑  . www.toshodaiji.jp.   [2020-11-10]. （原始内容存档于2018-11-09） （日语）.
334. ↑  . 京都国立博物館. 2019-04-25  [2020-11-10]. （原始内容存档于2020-11-10） （日语）.